# Neuvic (Dordogne)
Pour les articles homonymes, voir Neuvic.
Pour l’article ayant un titre homophone, voir Neuvicq.
Neuvic (nom officiel), parfois appelée Neuvic sur l'Isle, est une commune française située dans le département de la Dordogne, en région Nouvelle-Aquitaine. Chef-lieu du canton de Neuvic de 1790 à 2015, la commune est devenue à cette date le bureau centralisateur du canton de la Vallée de l'Isle.

## Géographie

### Généralités
Neuvic est une commune rurale située dans la partie centrale du département de la Dordogne. Elle est traversée par l'Isle qui y reçoit deux de ses affluents, le Salembre en rive droite et le Vern en rive gauche. Au nord, une partie du territoire communal se situe en forêt de la Double, alors qu'au sud, il s'agit de la forêt du Landais.
À l'intersection des routes départementales (RD) 39, 39E2 et 44 et en bordure de la RD 6089, la ville de Neuvic est implantée en rive gauche de l'Isle, entre Saint-Astier, à sept kilomètres au nord-est et Mussidan à onze kilomètres au sud-ouest (en distances orthodromiques). Cette agglomération forme une unité urbaine isolée
Le territoire communal est traversé du nord-est au sud-ouest sur cinq kilomètres par l'autoroute A89 dont l'échangeur le plus proche est celui de Sourzac (no 13), à cinq kilomètres du centre-ville par la route.
Entre Saint-Léon-sur-l'Isle et Saint-Germain-du-Salembre, le sentier de grande randonnée GR 646 parcourt le nord de la commune sur deux kilomètres et demi.

### Communes limitrophes
Neuvic est limitrophe de sept autres communes.
| Saint-Germain-du-Salembre |                          | Saint-Léon-sur-l'Isle |
| Douzillac                 | Neuvic                   | Grignols              |
| Sourzac                   | Saint-Séverin-d'Estissac | Vallereuil            |

### Géologie et relief

#### Géologie
Situé sur la plaque nord du Bassin aquitain et bordé à son extrémité nord-est par une frange du Massif central, le département de la Dordogne présente une grande diversité géologique. Les terrains sont disposés en profondeur en strates régulières, témoins d'une sédimentation sur cette ancienne plate-forme marine. Le département peut ainsi être découpé sur le plan géologique en quatre gradins différenciés selon leur âge géologique. Neuvic est située dans le troisième gradin à partir du nord-est, un plateau formé de calcaires hétérogènes du Crétacé.
Les couches affleurantes sur le territoire communal sont constituées de formations superficielles du Quaternaire et de roches sédimentaires datant pour certaines du Cénozoïque, et pour d'autres du Mésozoïque. La formation la plus ancienne, notée c5b, date du Campanien 2, des calcaires crayo-marneux blanchâtres à grosses silicifications grises en alternance dures et tendres puis calcaire crayeux à glauconie. La formation la plus récente, notée CFp, fait partie des formations superficielles de type colluvions indifférenciées de versant, de vallon et plateaux issues d'alluvions, molasses, altérites. Le descriptif de ces couches est détaillé dans  la feuille « no 782 - Mussidan » de la carte géologique au 1/50 000 de la France métropolitaine, et sa notice associée.

Carte géologique de Neuvic.

#### Relief et paysages
Le département de la Dordogne se présente comme un vaste plateau incliné du nord-est (491 m, à la forêt de Vieillecour dans le Nontronnais, à Saint-Pierre-de-Frugie) au sud-ouest (2 m à Lamothe-Montravel). L'altitude du territoire communal varie quant à elle entre 51 mètres en limite sud-ouest, 250 mètres au nord-ouest du lieu-dit Magnou, là où l'Isle quitte le territoire communal et sert de limite entre Douzillac et Sourzac, et 187 mètres, dans le sud, 500 mètres à l'est du lieu-dit Puyastier.
Dans le cadre de la Convention européenne du paysage entrée en vigueur en France le 1er juillet 2006, renforcée par la loi du 8 août 2016 pour la reconquête de la biodiversité, de la nature et des paysages, un atlas des paysages de la Dordogne a été élaboré sous maîtrise d’ouvrage de l’État et publié en octobre 2020. Les paysages du département s'organisent en huit unités paysagères,. La commune est dans l'unité paysagère de la « Vallée de l'Isle », qui présente un profil contrasté : une vallée relativement encaissée, aux coteaux affirmés, dominant le fond de vallée de 60 à 80 m en amont de Mussidan, une vallée plus élargie en aval avec un fond de vallée plat, large de 1,5 à 2 km. À la fois agricole et urbanisée, elle est parcourue par de nombreuses voies de communication,.
La superficie cadastrale de la commune publiée par l'Insee, qui sert de référence dans toutes les statistiques, est de 25,82 km2,,. La superficie géographique, issue de la BD Topo, composante du Référentiel à grande échelle produit par l'IGN, est quant à elle de 25,87 km2.

### Hydrographie

#### Réseau hydrographique
La commune est située dans le bassin de la Dordogne au sein du Bassin Adour-Garonne. Elle est drainée par l'Isle, le Vern, le Salembre, le ruisseau de la Fontaine du Breuil, le ruisseau des Trois Fontaines et par divers petits cours d'eau, qui constituent un réseau hydrographique de 31 km de longueur totale,.
L'Isle, d'une longueur totale de 255,29 km, prend sa source dans la Haute-Vienne dans la commune de Janailhac et se jette dans la Dordogne — dont elle est le principal affluent — en rive droite face à Arveyres, en limite de Fronsac et de Libourne,. Elle arrose la commune du nord-est à l'ouest sur sept kilomètres et demi, lui servant de limite naturelle sur trois kilomètres et demi en deux tronçons, face à Saint-Léon-sur-l'Isle et Douzillac.
Le Vern, d'une longueur totale de 40,36 km, prend sa source en limite des communes de Val de Louyre et Caudeau et Veyrines-de-Vergt, et se jette dans l'Isle en rive gauche à Neuvic. Il traverse la commune d'est au nord-ouest sur huit kilomètres, dont trois kilomètres en limite de Vallereuil.
Affluent de rive gauche du Vern, le cours du ruisseau de la Fontaine du Breuil sert intégralement de limite entre Neuvic et Vallereuil sur près de deux kilomètres et demi, au sud-est.
Le Salembre, d'une longueur totale de 16,97 km, prend sa source dans la commune de Saint-Aquilin et se jette dans l'Isle en rive droite sur la commune, au sud de Neuvic Gare. Il arrose le nord-ouest de la commune sur plus de deux kilomètres et demi, lui servant de limite naturelle sur deux kilomètres face à Saint-Germain-du-Salembre.
Autre affluent de rive droite de l'Isle, le ruisseau des Trois Fontaines borde le territoire communal à l'ouest sur un kilomètre et demi face à Douzillac.

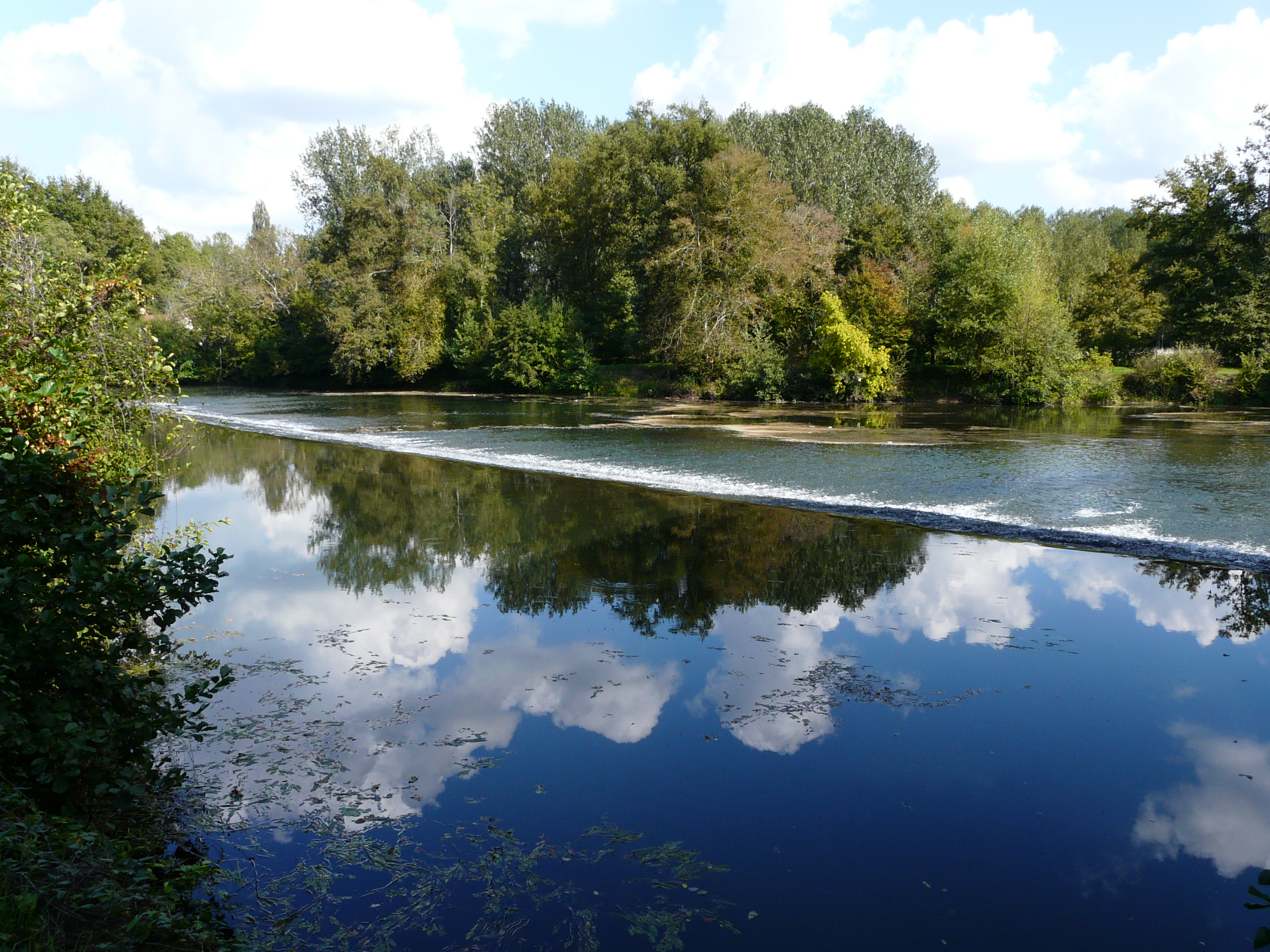
L'Isle au barrage de Mauriac, entre Douzillac (au premier plan) et Neuvic (en rive opposée).
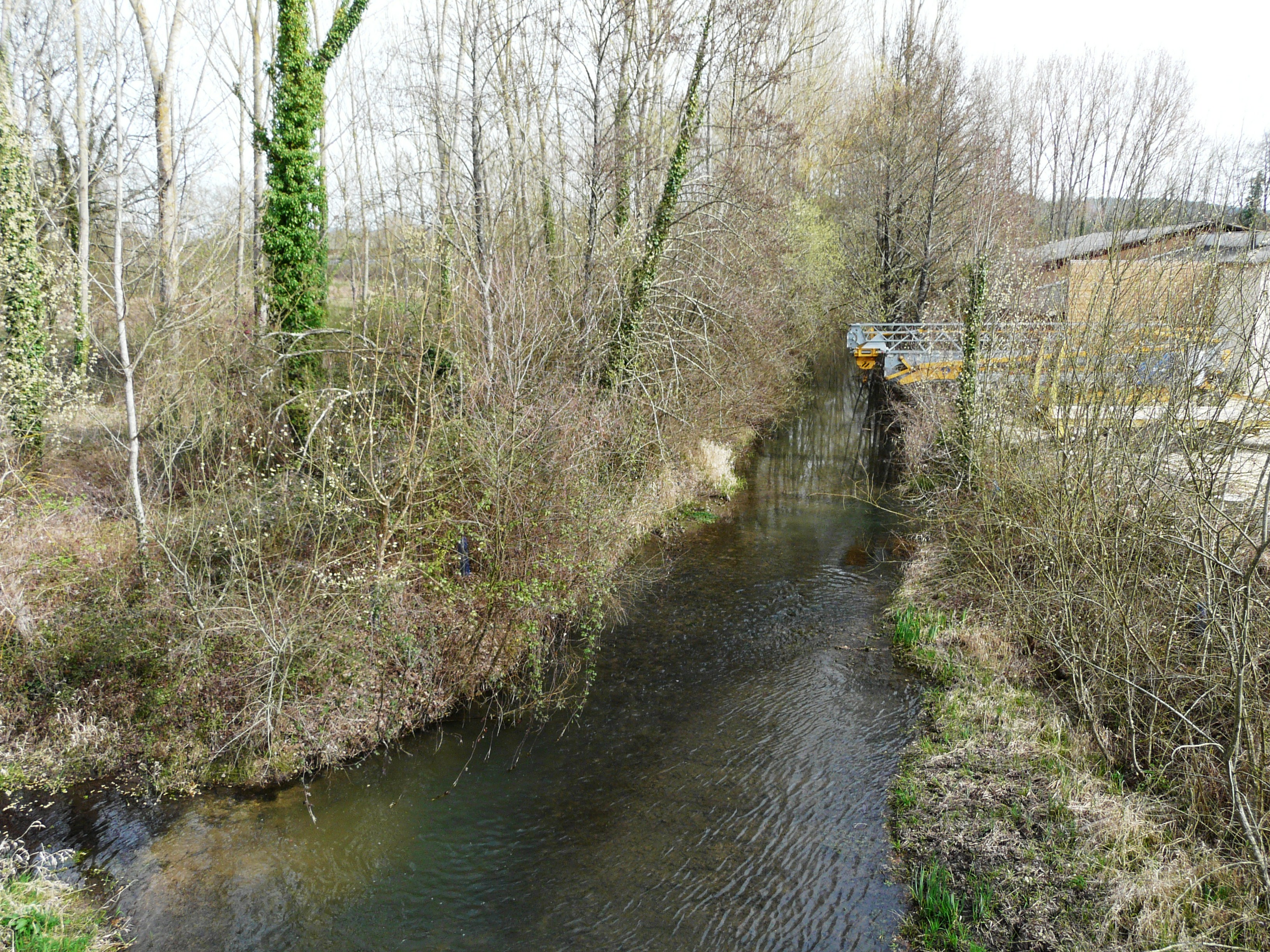
Le Vern au pont de la RD 44E1.
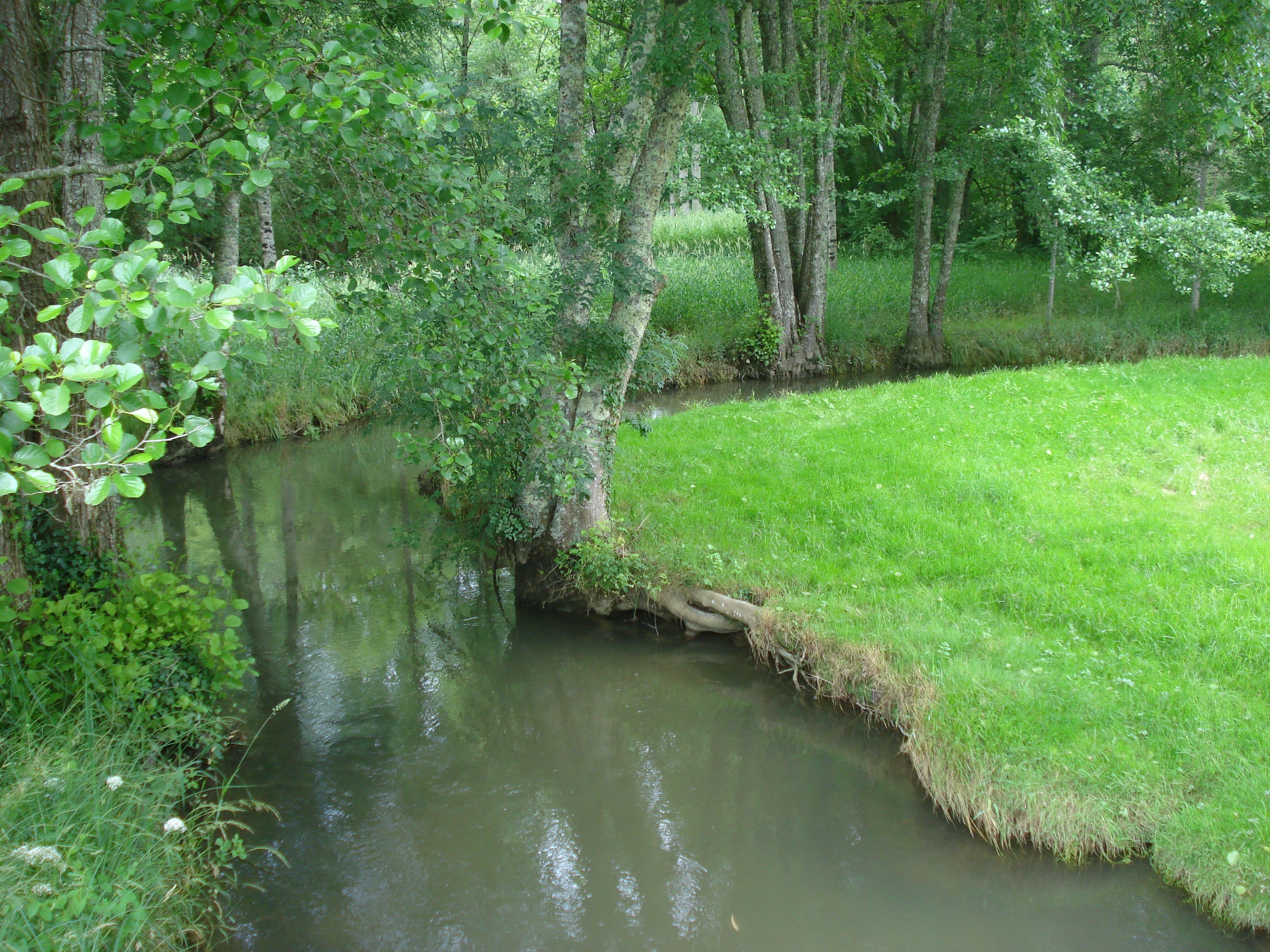
Le Salembre à Puy de Pont, en limite de Neuvic et Saint-Germain-du-Salembre.
Réseaux hydrographique et routier de Neuvic.

#### Gestion et qualité des eaux
Le territoire communal est couvert par le schéma d'aménagement et de gestion des eaux (SAGE) « Isle - Dronne ». Ce document de planification, dont le territoire regroupe les bassins versants de l'Isle et de la Dronne, d'une superficie de 7 500 km2, a été approuvé le 2 août 2021. La structure porteuse de l'élaboration et de la mise en œuvre est l'établissement public territorial de bassin de la Dordogne (EPIDOR). Il définit sur son territoire les objectifs généraux d’utilisation, de mise en valeur et de protection quantitative et qualitative des ressources en eau superficielle et souterraine, en respect des objectifs de qualité définis dans le troisième SDAGE  du Bassin Adour-Garonne qui couvre la période 2022-2027, approuvé le 10 mars 2022.
La qualité des eaux de baignade et des cours d’eau peut être consultée sur un site dédié géré par les agences de l’eau et l’Agence française pour la biodiversité.

### Climat
Pour des articles plus généraux, voir Climat de la Nouvelle-Aquitaine et Climat de la Dordogne.
Historiquement, la commune est exposée à un climat océanique aquitain.  
En 2020, Météo-France publie une typologie des climats de la France métropolitaine dans laquelle la commune est exposée à un climat océanique altéré et est dans la région climatique  Aquitaine, Gascogne, caractérisée par une pluviométrie abondante au printemps, modérée en automne, un faible ensoleillement au printemps, un été chaud (19,5 °C), des vents faibles, des brouillards fréquents en automne et en hiver et des orages fréquents en été (15 à 20 jours).
Pour la période 1971-2000, la température annuelle moyenne est de 12,4 °C, avec  une amplitude thermique annuelle de 14,8 °C. Le cumul annuel moyen de précipitations est de 869 mm, avec 11,2 jours de précipitations en janvier et 6,9 jours en juillet. Pour la période 1991-2020, la température moyenne annuelle observée sur la station météorologique la plus proche, située sur la commune de Saint-Martin-de-Ribérac à 17 km à vol d'oiseau, est de 13,5 °C et le cumul annuel moyen de précipitations est de 916,6 mm,. Pour l'avenir, les paramètres climatiques de la commune estimés pour 2050 selon différents scénarios d’émission de gaz à effet de serre sont consultables sur un site dédié publié par Météo-France en novembre 2022.

### Milieux naturels et biodiversité

#### Espaces protégés
La protection réglementaire est le mode d’intervention le plus fort pour préserver des espaces naturels remarquables et leur biodiversité associée.
D'après l'INPN, quatre aires protégées concernent le territoire communal.
La commune fait partie du bassin de la Dordogne, un territoire d'une superficie de 24 000 km2 reconnu réserve de biosphère par l'UNESCO en juillet 2012 et fait presque intégralement partie de sa « zone de transition » , hormis la vallée de l'Isle qui se situe dans sa « zone tampon ».

#### Réseau Natura 2000

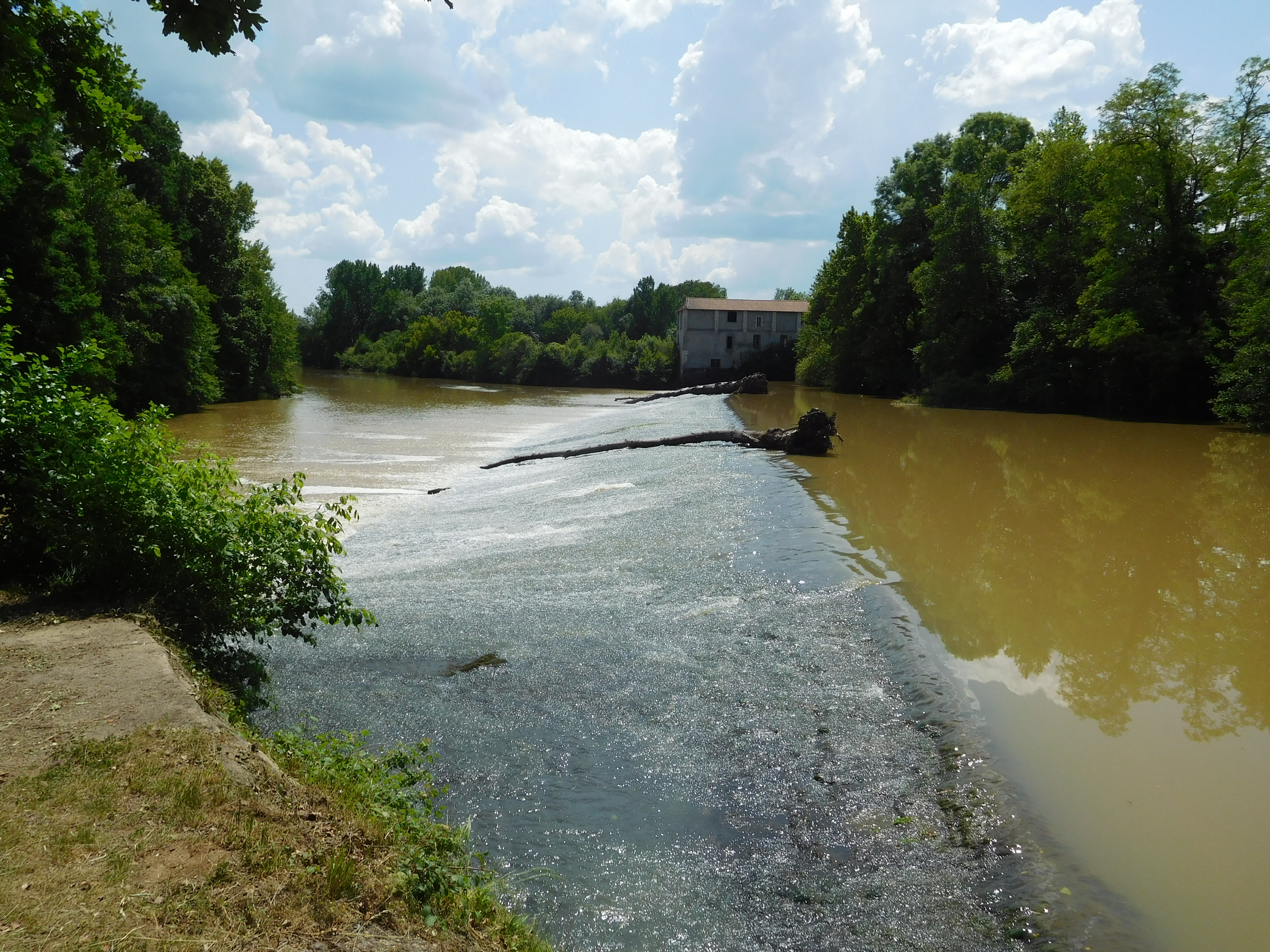
Le barrage de Mauriac sur l'Isle, entre Neuvic (au premier plan et à gauche) et Douzillac (à droite).

Le réseau Natura 2000 est un réseau écologique européen de sites naturels d'intérêt écologique élaboré à partir des directives habitats et oiseaux, constitué de zones spéciales de conservation (ZSC) et de zones de protection spéciale (ZPS).
Un site Natura 2000 a été défini sur la commune au titre de la directive habitats : la ZSC « vallée de l'Isle de Périgueux à sa confluence avec la Dordogne » qui concerne 38 communes de la Dordogne et de la Gironde.
Vingt-deux espèces animales inscrites à l'annexe II de la directive 92/43/CEE y sont présentes, de même qu'une espèce végétale.

#### Zones naturelles d'intérêt écologique, faunistique et floristique
L'inventaire des zones naturelles d'intérêt écologique, faunistique et floristique (ZNIEFF) a pour objectif de réaliser une couverture des zones les plus intéressantes sur le plan écologique, essentiellement dans la perspective d'améliorer la connaissance du patrimoine naturel national et de fournir aux différents décideurs un outil d'aide à la prise en compte de l'environnement dans l'aménagement du territoire.
D'après l'INPN, la commune est concernée par une ZNIEFF.
Neuvic se situant au confluent du Salembre et du Vern avec l'Isle, elle fait partie de la ZNIEFF de type 2 la « vallée de l'Isle de Périgueux à Saint-Antoine-sur-l'Isle, le Salembre, le Jouis et le Vern » qui concerne 25 communes du département de la Dordogne»,.
Deux espèces végétales déterminantes et quatorze autres espèces végétales y ont été recensées.

## Urbanisme

### Typologie
Au 1er janvier 2024, Neuvic est catégorisée commune rurale à habitat dispersé, selon la nouvelle grille communale de densité à 7 niveaux définie par l'Insee en 2022.
Elle appartient à l'unité urbaine de Neuvic, une unité urbaine monocommunale constituant une ville isolée,. La commune est en outre hors attraction des villes,.

### Occupation des sols
L'occupation des sols de la commune, telle qu'elle ressort de la base de données européenne d’occupation biophysique des sols Corine Land Cover (CLC), est marquée par l'importance des territoires agricoles (54,1 % en 2018), en diminution par rapport à 1990 (57,2 %). La répartition détaillée en 2018 est la suivante : 
forêts (33,5 %), zones agricoles hétérogènes (30,9 %), prairies (14,4 %), zones urbanisées (12,4 %), terres arables (8,8 %). L'évolution de l’occupation des sols de la commune et de ses infrastructures peut être observée sur les différentes représentations cartographiques du territoire : la carte de Cassini (XVIIIe siècle), la carte d'état-major (1820-1866) et les cartes ou photos aériennes de l'IGN pour la période actuelle (1950 à aujourd'hui).

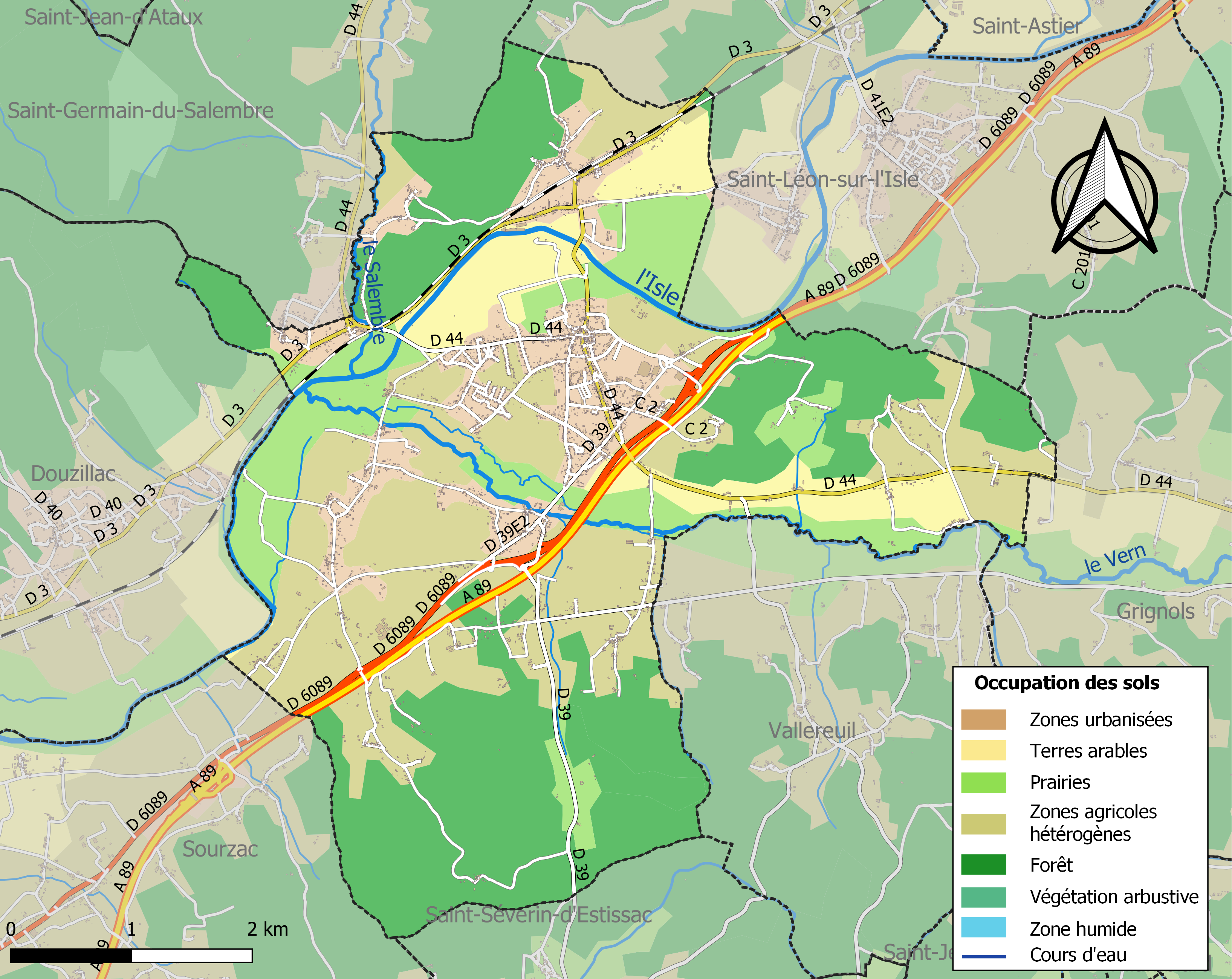
Carte des infrastructures et de l'occupation des sols de la commune en 2018 (CLC).

### Villages, hameaux et lieux-dits
Outre la ville de Noeuvic proprement dite, le territoire communal se compose de villages, de hameaux, ainsi que de lieux-dits :
- le Bac
- Bas Théorat
- Bas Villeverneix
- les Belleys
- les Bertrands Bas
- Les Bertrands Hauts
- le Biacle
- Bigassou
- Bouygues
- le Breuil
- le But
- la Chabane
- Champroueix
- Château Rompu
- la Chenevrière
- les Cinq Ponts
- le Clos
- le Cluzelou
- Combalou
- la Combe
- Combe du Loup Pendu
- la Côte
- les Côtes
- les Coutis
- la Croix Blanche
- la Croix de Canard
- le Cros du Tay
- l'Écluse
- Foncouverte
- la Font du Chat
- la Forêt
- Fratteau
- Gimel
- le Gorre
- la Grande Veyssière
- les Granges
- Haut Théorat
- les Janissoux
- la Jaubertie
- les Jeandilloux
- Jeandy
- Jeannetoux
- Labatut
- Lacombe
- Léonardoux
- Leygonie
- Linceuil
- Linceuil Bas
- Linceuil Haut
- Magnou
- le Maine
- le Moulin à Vent
- Moulin de la Veyssière
- Moulin du Pont
- la Nauve
- Neuvic Gare
- les Ourteils
- la Petite Veyssière
- Peyagut
- le Pic
- Planèze
- les Ponteix
- la Poutaque
- le Pradeau
- la Pratique
- Puy de Pont
- Puyastier
- les Quatre Routes
- les Rebières
- les Rebières[Note 5]
- les Reclauds
- Régulie
- la Robertie
- les Roudiers
- le Seycat
- le Terme
- le Terme Blanc
- Théorat
- les Tuilières
- les Vaureix
- la Veyssière
- Villageou
- Villeverneix
- Vincent
- les Vivants.

### Prévention des risques
Le territoire de la commune de Neuvic est vulnérable à différents aléas naturels : météorologiques (tempête, orage, neige, grand froid, canicule ou sécheresse), inondations, feux de forêts, mouvements de terrains et séisme (sismicité très faible). Il est également exposé à deux risques technologiques, le transport de matières dangereuses et  le risque industriel. Un site publié par le BRGM permet d'évaluer simplement et rapidement les risques d'un bien localisé soit par son adresse soit par le numéro de sa parcelle.

#### Risques naturels

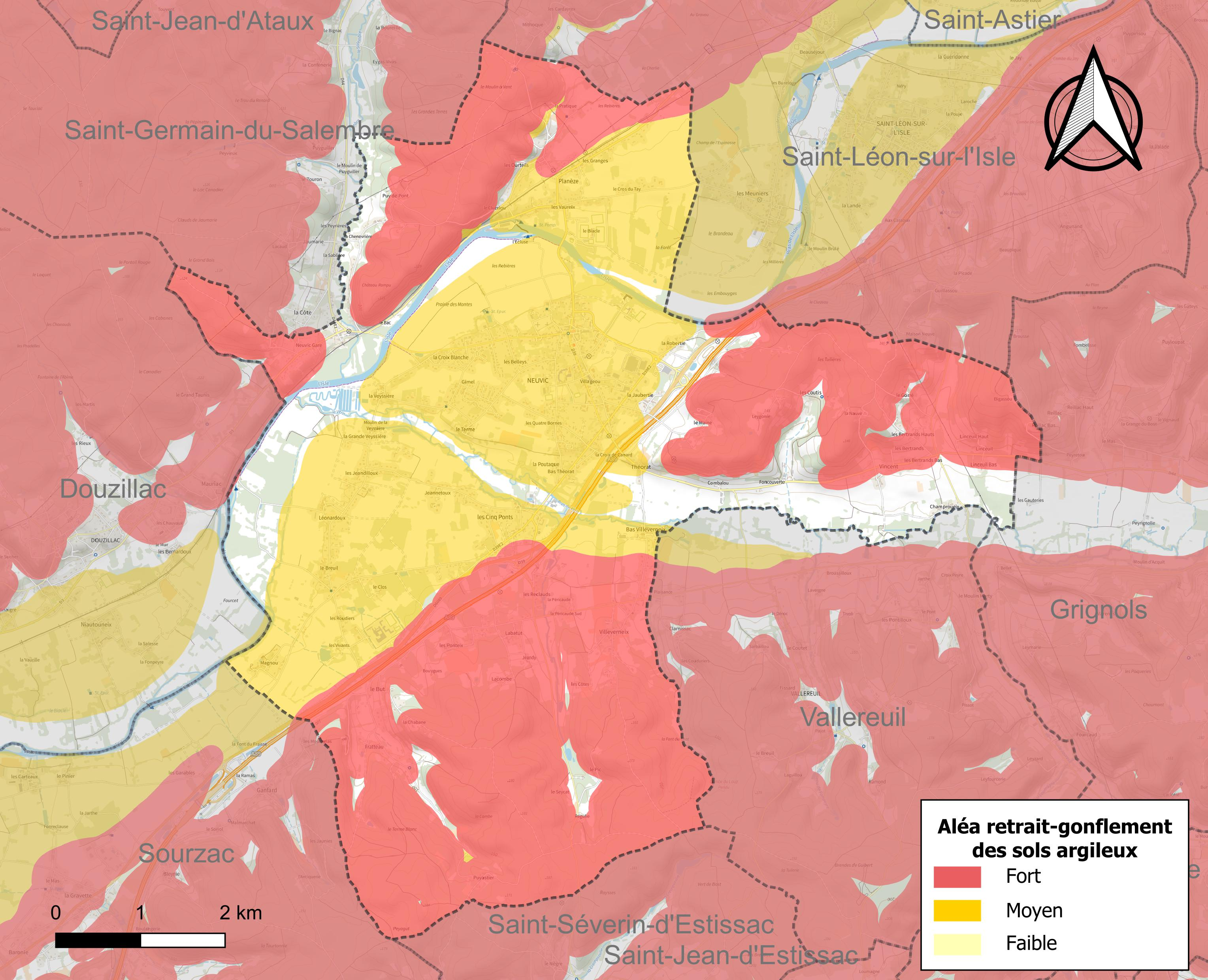
Carte des zones d'aléa retrait-gonflement des sols argileux de Neuvic.

Certaines parties du territoire communal sont susceptibles d’être affectées par le risque d’inondation par débordement de cours d'eau, notamment l'Isle, le Salembre et le Vern. La commune a été reconnue en état de catastrophe naturelle au titre des dommages causés par les inondations et coulées de boue survenues en 1982, 1986, 1991, 1992, 1993, 1999, 2009 et 2018,. Le risque inondation est pris en compte dans l'aménagement du territoire de la commune par le biais du plan de prévention des risques inondation (PPRI) de la « vallée de l'Isle - Mussidanais »  prescrit le 14 mai 2007 et approuvé le 6 juillet 2009, pour les crues de l'Isle, impactant ses rives jusqu'à 500 mètres de largeur sur le territoire communal au niveau des Rebières, ainsi que la partie aval du Vern sur son dernier kilomètre, au niveau de la Petite Veyssière,.
Neuvic est exposée au risque de feu de forêt. L’arrêté préfectoral du 14 mars 2013 fixe les conditions de pratique des incinérations et de brûlage dans un objectif de réduire le risque de départs d’incendie. À ce titre, des périodes sont déterminées : interdiction totale du 15 février au 15 mai et du 15 juin au 15 octobre, utilisation réglementée du 16 mai au 14 juin et du 16 octobre au 14 février. En septembre 2020, un plan inter-départemental de protection des forêts contre les incendies (PidPFCI) a été adopté pour la période 2019-2029,.
Les mouvements de terrains susceptibles de se produire sur la commune sont des tassements différentiels. Le retrait-gonflement des sols argileux est susceptible d'engendrer des dommages importants aux bâtiments en cas d’alternance de périodes de sécheresse et de pluie. 84 % de la superficie communale est en aléa moyen ou fort (58,6 % au niveau départemental et 48,5 % au niveau national métropolitain). Depuis le 1er octobre 2020, en application de la loi ÉLAN, différentes contraintes s'imposent aux vendeurs, maîtres d'ouvrages ou constructeurs de biens situés dans une zone classée en aléa moyen ou fort,.
La commune a été reconnue en état de catastrophe naturelle au titre des dommages causés par la sécheresse en 1989, 1992, 1995, 1997, 2005 et 2011 et par des mouvements de terrain en 1999.

#### Risque technologique
La commune est exposée au risque industriel du fait de la présence sur son territoire d'une entreprise soumise à la directive européenne SEVESO, classée seuil bas : Interspray SAS, dont l’activité de formulation de cosmétiques est soumise à autorisation du fait de l’utilisation de liquides inflammables et de gaz inflammable liquéfié, susceptibles de produire des incendies ou explosions,.

## Toponymie
Bien que l'en-tête du site internet de la ville indique « Neuvic sur l'Isle », le nom officiel de la commune est Neuvic.
Le nom de Neuvic est attesté sous les formes Archipresbyt. Novicensis en 1090 concernant l'archiprêtré, puis Sanctus Petrus de Novo Vico en 1099 pour son église. D'origine latine : novus (nouveau), vicus (village), Neuvic signifie donc « nouveau village ».
En occitan, la commune porte le nom de Nuòu Vic,.

## Histoire
Le territoire communal a été occupé dès le Néolithique comme l'attestent les vestiges des camps « de Linceuil et de Puy-de-Pont, ce dernier étant également occupé à l'époque gallo-romaine ».
Une première paroisse appelée Sanctus Petrus de Arce, située près de Puy-de-Pont, a été pillée par les Vikings,. Le nom de la nouvelle agglomération, Neuvic, n'apparaît qu'en 1090.
La forteresse de Neuvic fut un fief des Talleyrand-Périgord jusqu'en 1520. Cette forteresse a été remplacée par l'actuel château Renaissance édifié de 1520 à 1530 par Jean 1er de Mellet, héritier de son oncle maternel Annet de Fayolle, dont il releva le nom. La descendance continua au-delà de la Révolution, jusqu'en 1885. Le château passe alors par alliance à la famille de Gourcy, puis aux Hay de Nétumières. Il est vendu en 1924.
À Fratteaux, seigneurie des Fratel puis des Grimoard, Gabrielle de Grimoard fut mère de Marie-Lucrèce de Saint-Chamans, laquelle épouse en 1705 Jean (de) Bertin, donnant naissance à douze enfants. L'aîné fut Mathieu-Louis Bertin (1707-1779), capitaine, qui s'intitulait marquis de Frateaux et finit embastillé, et un cadet Henri Bertin (1720-1792), nommé ministre des finances en 1759-1763 et devenu baron de Bourdeilles. Une autre sœur, Charlotte (1706-1741), fut mariée à Henri de Mellet de Fayolle (1674-1763), seigneur de Neuvic, dont le fils Louis (1727-1804) serait devenu marquis de Neuvic (par la grâce de son oncle ?) ou simplement au titre de gouverneur du Maine et de la ville du Mans)[réf. nécessaire].
Ancienne paroisse du diocèse de Périgueux, la commune de Neuvic est créée dans les premières années de la Révolution française.
Le 26 juillet 1944, la gare de Neuvic a été le théâtre d'un braquage organisé par la résistance : 2 280 000 000 francs sont dérobés à la Banque de France. Le mois suivant, le 21 août, six résistants sont morts lors d'une embuscade tendue par les Allemands au lieu-dit Théorat, lieu où un monument a été érigé à leur mémoire.

## Politique et administration

### Rattachements administratifs et électoraux
Dès 1790, la commune de Neuvic est le chef-lieu du canton de Neuvic qui dépend du district de Mussidan jusqu'en 1795, date de suppression des districts. En 1801, le canton est rattaché à l'arrondissement de Ribérac jusqu'en 1926, date de la suppression de cet arrondissement. À cette dernière date, il est rattaché à l'arrondissement de Périgueux.
Dans le cadre de la réforme de 2014 définie par le décret du 21 février 2014, ce canton disparaît aux élections départementales de mars 2015. La commune est alors rattachée au canton de la Vallée de l'Isle dont elle devient le bureau centralisateur.
Pour les élections législatives, la commune fait partie de la première circonscription de la Dordogne.

### Intercommunalité
Fin 1996, Neuvic intègre dès sa création la communauté de communes de la Moyenne Vallée de l'Isle. Celle-ci est dissoute au 31 décembre 2013 et remplacée au 1er janvier 2014 par la communauté de communes Isle Vern Salembre en Périgord.

### Administration municipale
La population de la commune étant comprise entre 3 500 et 4 999 habitants au recensement de 2017, vingt-sept conseillers municipaux ont été élus en 2020,.

### Liste des maires

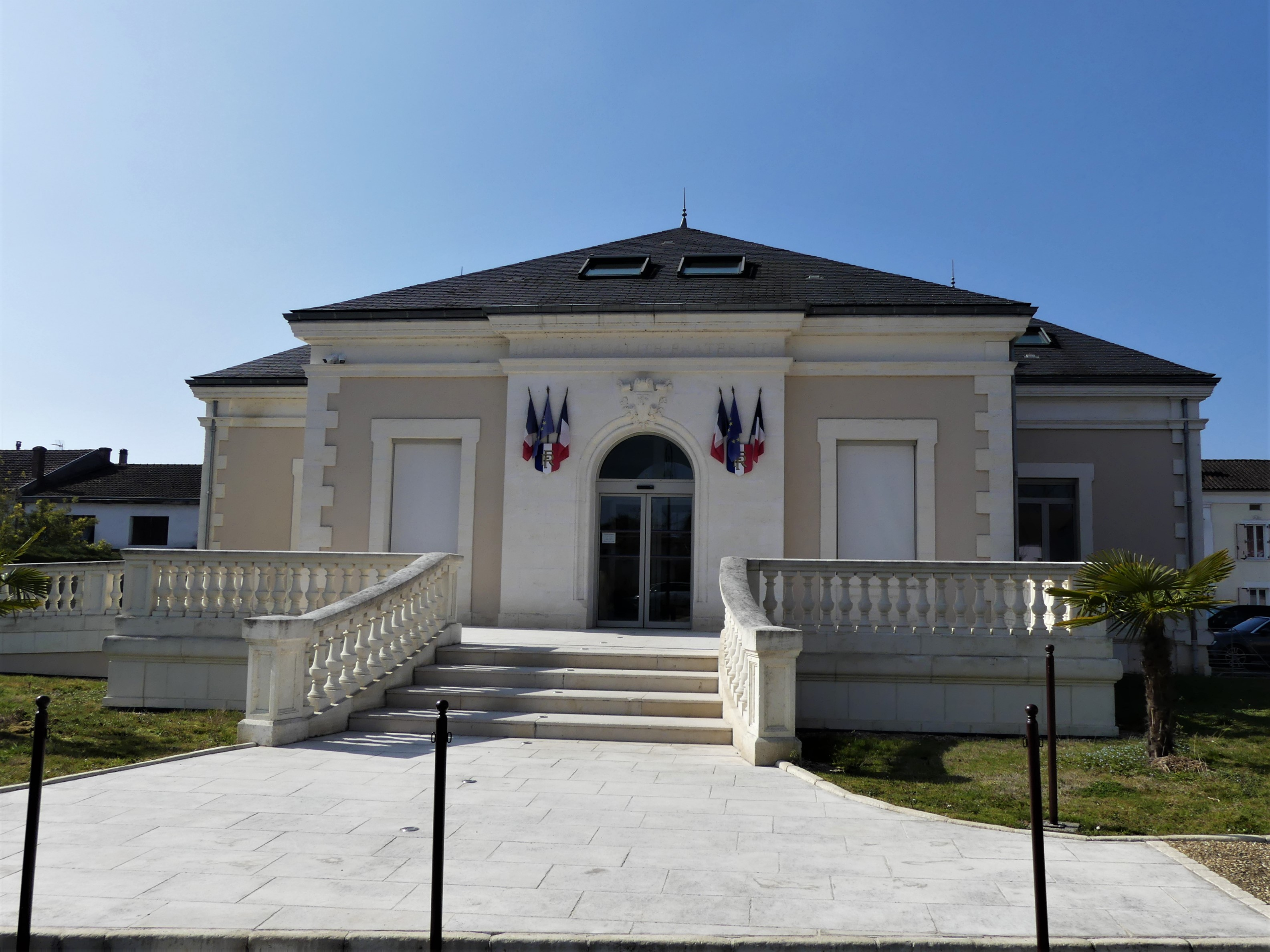
La façade orientale de l'hôtel de ville.

| Période                                  | Période   | Identité               | Étiquette       | Qualité                                            |
| ---------------------------------------- | --------- | ---------------------- | --------------- | -------------------------------------------------- |
| Les données manquantes sont à compléter. |           |                        |                 |                                                    |
|                                          |           |                        |                 |                                                    |
| 1953                                     | 1976      | Jean-Robert Pascaud    | MRG             |                                                    |
| 1976                                     | 1977      | Albert Petit           | UDR             |                                                    |
| 1977                                     | 1983      | Albert Labrue          | MRG             |                                                    |
| mars 1983                                | mars 2021 | François Roussel       | RPR puis UMP-LR | Vétérinaire Député (1993-1997)                     |
| mars 2021                                | En cours  | Paulette Sicre-Doyotte | DVD             | Cadre supérieure de la fonction publique de l'État |

### Jumelages
- Sainte-Béatrix (Canada)

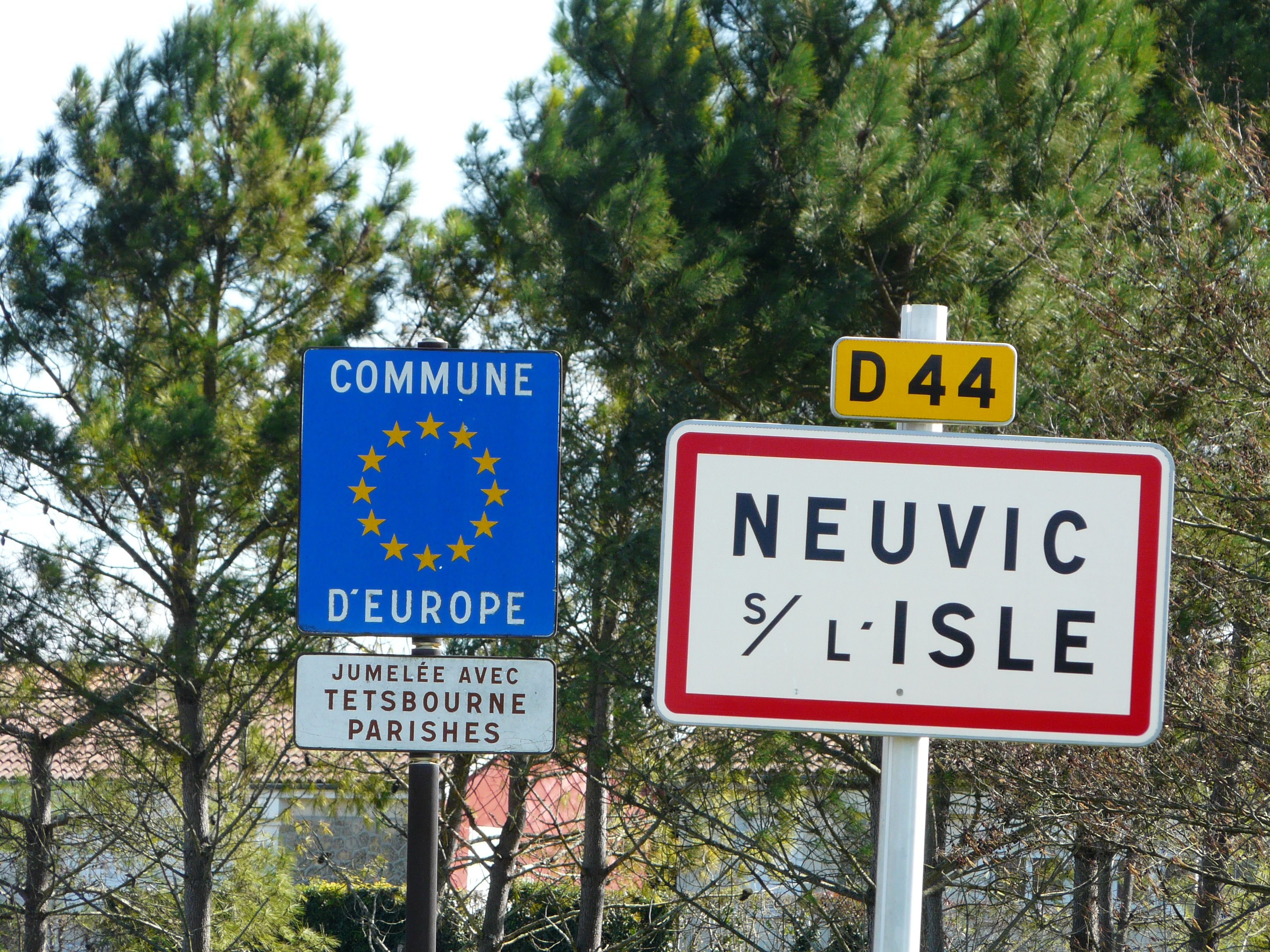
Panneau de jumelage indiquant Tetsbourne (au lieu de Testbourne) Parishes.

- Depuis 1979, Neuvic était jumelée avec cinq villages des Testbourne Parishes (les paroisses du Testbourne) en Angleterre : Whitchurch, Overton, Barton Stacey, Laverstoke et Wonston, dans le comté du Hampshire. Les autres communes de l'ex-canton de Neuvic étaient également associées à ce jumelage. Après quarante années de coopération, le comité anglais de ce jumelage a décidé fin 2019 de ne pas le reconduire. Le comité de Neuvic en a pris acte et va demander la fermeture de son association pour fin mars 2020[78]

## Équipements et services publics

### Enseignement
En 2024, la commune de Neuvic dispose de trois établissements scolaires publics : une école maternelle, une école élémentaire et un collège, le collège Henri-Bretin.

### Justice
Dans le domaine judiciaire, Neuvic relève : 
- du tribunal judiciaire, du tribunal pour enfants, du conseil de prud'hommes et du tribunal de commerce de Périgueux ;
- du pôle Nationalité du tribunal judiciaire de Périgueux (compétent uniquement dans le domaine de la nationalité) ;
- de la cour d'appel, du tribunal administratif et de la  cour administrative d'appel de Bordeaux.

### Sécurité
Pour la sécurité, la commune dépend de la brigade de gendarmerie de Neuvic.

### Secours
Les centres d'incendie et de secours les plus proches sont ceux de Saint-Astier (groupement Nord) et de Mussidan (groupement Sud).

## Population et société

### Démographie
Les habitants de Neuvic se nomment les Neuvicois.
L'évolution du nombre d'habitants est connue à travers les recensements de la population effectués dans la commune depuis 1793. Pour les communes de moins de 10 000 habitants, une enquête de recensement portant sur toute la population est réalisée tous les cinq ans, les populations de référence des années intermédiaires étant quant à elles estimées par interpolation ou extrapolation. Pour la commune, le premier recensement exhaustif entrant dans le cadre du nouveau dispositif a été réalisé en 2007.

En 2022, la commune comptait 3 663 habitants, en évolution de +2,78 % par rapport à 2016 (Dordogne : +0,37 %, France hors Mayotte : +2,11 %).
| 1793  | 1800  | 1806  | 1821  | 1831  | 1836  | 1841  | 1846  | 1851  |
| ----- | ----- | ----- | ----- | ----- | ----- | ----- | ----- | ----- |
| 1 756 | 1 816 | 1 999 | 1 980 | 2 318 | 2 255 | 2 254 | 2 280 | 2 257 |

| 1856  | 1861  | 1866  | 1872  | 1876  | 1881  | 1886  | 1891  | 1896  |
| ----- | ----- | ----- | ----- | ----- | ----- | ----- | ----- | ----- |
| 2 259 | 2 227 | 2 291 | 2 178 | 2 285 | 2 247 | 2 369 | 2 269 | 2 171 |

| 1901  | 1906  | 1911  | 1921  | 1926  | 1931  | 1936  | 1946  | 1954  |
| ----- | ----- | ----- | ----- | ----- | ----- | ----- | ----- | ----- |
| 2 301 | 2 230 | 2 029 | 1 888 | 2 052 | 2 040 | 2 052 | 2 271 | 2 433 |

| 1962  | 1968  | 1975  | 1982  | 1990  | 1999  | 2006  | 2007  | 2012  |
| ----- | ----- | ----- | ----- | ----- | ----- | ----- | ----- | ----- |
| 2 668 | 2 669 | 2 880 | 2 782 | 2 737 | 3 315 | 3 508 | 3 545 | 3 566 |

| 2017  | 2022  | - | - | - | - | - | - | - |
| ----- | ----- | - | - | - | - | - | - | - |
| 3 589 | 3 663 | - | - | - | - | - | - | - |

### Sports
En football, l'équipe première de l'« Association sportive de Neuvic Saint-Léon-sur-l'Isle » monte en Première division de District pour la saison 2022-2023.
En rugby à XV, l'« Union Saint-Astier Neuvic » est engagée en championnat de France de Fédérale 3 pour la saison 2023-2024.
En canoë-kayak, l'Union sportive neuvicoise de canoë-kayak termine deuxième club français en descente pour la saison 2024.

### Manifestations culturelles et festivités
« Jardin en fête » le dernier dimanche d'avril dans le parc botanique du château de Neuvic.
Le dimanche de la Pentecôte, vide-greniers traditionnel au centre-bourg.
En été, un Salon d'antiquités militaires (bourse aux armes) se tient à Neuvic (37e édition en 2023).
Le premier dimanche d'octobre, la « Journée des plantes » se déroule au château de Neuvic (30e édition en 2019 avec une quarantaine d'exposants, une conférence sur la protection et le partage de l'eau, ainsi que des balades découvertes dans le parc botanique).

## Économie

### Emploi
L'emploi est analysé ci-dessous selon qu'il affecte les habitants de Neuvic ou qu'il est proposé sur le territoire de la commune.

#### L'emploi des habitants
En 2021, parmi la population communale comprise entre 15 et 64 ans, les actifs représentent 1 278 personnes, soit 35,1 % de la population municipale. Le nombre de chômeurs (151) a diminué par rapport à 2015 (189) et le taux de chômage de cette population active s'établit à 11,8 %.

#### L'emploi sur la commune
En 2021, la commune offre 1 359 emplois pour une population de 3 640 habitants. Le secteur administratif (administration publique, enseignement, santé, action sociale) prédomine avec 43,1 % des emplois mais le secteur tertiaire avec 25,3 % et l'industrie avec 22,8 % sont également très présents.
Répartition des emplois par domaines d'activité
|                     | Agriculture, sylviculture ou pêche | Industrie | Construction | Commerce, transports et services | Administration publique, enseignement, santé, action sociale |
| ------------------- | ---------------------------------- | --------- | ------------ | -------------------------------- | ------------------------------------------------------------ |
| Nombre d'emplois    | 30                                 | 310       | 90           | 344                              | 585                                                          |
| Pourcentage         | 2,2 %                              | 22,8 %    | 6,6 %        | 25,3 %                           | 43,1 %                                                       |
| Source des données. |                                    |           |              |                                  |                                                              |

### Activités hors agriculture
206 établissements marchands non agricoles sont économiquement actifs en 2021 à Neuvic,.
| Secteur d'activité                                                                                        | Commune | Commune | Département |
| Secteur d'activité                                                                                        | Nombre  | %       | %           |
| --- | ------- | ------- | ----------- |
| Ensemble                                                                                                  | 206     | 100 %   | (100 %)     |
| Industrie manufacturière, industries extractives et autres                                                | 27      | 13,1 %  | (8,4 %)     |
| Construction                                                                                              | 37      | 18,0 %  | (13,4 %)    |
| Commerce de gros et de détail, transports, hébergement et restauration                                    | 53      | 25,7 %  | (28,2 %)    |
| Information et communication                                                                              | 2       | 1,0 %   | (1,8 %)     |
| Activités financières et d'assurance                                                                      | 6       | 2,9 %   | (3,6 %)     |
| Activités immobilières                                                                                    | 4       | 1,9 %   | (6,7 %)     |
| Activités spécialisées, scientifiques et techniques et activités de services administratifs et de soutien | 21      | 10,2 %  | (15,0 %)    |
| Administration publique, enseignement, santé humaine et action sociale                                    | 31      | 15,0 %  | (12,8 %)    |
| Autres activités de services                                                                              | 25      | 12,1 %  | (10,1 %)    |

Le secteur du commerce de gros et de détail, des transports, de l'hébergement et de la restauration est prépondérant sur la commune puisqu'il représente 25,7 % du nombre total d'établissements (53 sur les 206 établissements implantés à Neuvic), contre 28,2 % au niveau départemental.

### Entreprises
L'économie de Neuvic a longtemps reposé sur l'industrie de la chaussure. L'usine Marbot, dépendant du groupe Bata a définitivement fermé en juin 2010, après la perte du marché des chaussures pour l'armée française et la vente aux enchères du matériel de l'entreprise.
La société Huso, plus connue sous la marque Caviar de Neuvic, est une ferme piscicole élevant des esturgeons destinés à la production de caviar. Elle est installée à Neuvic depuis 2011 et emploie 25 personnes en 2018. Elle s'est équipée de panneaux photovoltaïques pour réduire ses besoins d'électricité tout en fournissant ombre et fraîcheur aux poissons. Caviar de Neuvic est une entreprise à Mission, également certifiée B Corp.
En 2023, la société « Caviar de Neuvic » emploie 62 salariés ; elle a réalisé un chiffre d'affaires de 7,2 millions d'euros en 2021.
Début août 2023, les sociétés « Caviar de Neuvic » et « Caviar House & Prunier » fusionnent. Hormis son site de Montpon-Ménestérol qui emploie 30 personnes, Caviar House & Prunier dispose de deux autres sites, Riscle dans le Gers et Mont-de-Marsan dans les Landes, et a réalisé un chiffre d'affaires de 43 millions d'euros en 2022.
En 2022, Interspray (fabrication de parfums et de produits pour la toilette) emploie 230 salariés.
En mars 2023, le label Entreprise du patrimoine vivant (EPV) est attribué à l'imprimerie Fanlac et la reliure Devel qui font partie, avec la maison d'édition Les Livres de l'îlôt, de la société Invelac. Implantée à Neuvic dans les anciens locaux de Marbot, Invelac compte une quarantaine de salariés en 2023.
Les deux entreprises ayant leur siège social sur le territoire communal qui ont généré le plus de chiffre d'affaires en 2023 sont :
- Interspray (Fabrication de parfums et de produits pour la toilette) avec 68 800 k€ ;
- Huso (Aquaculture en eau douce) avec 8 762 k€.

### Agriculture
La commune est dans le « Périgord blanc », une petite région agricole dans le département de la Dordogne. En 2020, l'orientation technico-économique de l'agriculture  sur la commune est la polyculture et/ou le polyélevage. 
|               | 1988 | 2000 | 2010 | 2020 |
| ------------- | ---- | ---- | ---- | ---- |
| Exploitations | 48   | 31   | 21   | 13   |
| SAU (ha)      | 742  | 497  | 448  | 317  |

Le nombre d'exploitations agricoles en activité et ayant leur siège dans la commune est passé de 48 lors du recensement agricole de 1988 à 31 en 2000 puis à 21 en 2010 et enfin à 13 en 2020, soit une baisse de 73 % en 32 ans. Le même mouvement est observé à l'échelle du département qui a perdu pendant cette période 60 % de ses exploitations (passant de 15 825 à 6 330),. La surface agricole utilisée sur la commune a également diminué, passant de 742 ha en 1988 à 317 ha en 2020. Parallèlement la surface agricole utilisée moyenne par exploitation a augmenté, passant de 15 à 24 ha.

## Culture locale et patrimoine

### Lieux et monuments

#### Patrimoine civil
- Château de Neuvic (également appelé château de Mellet[113]), ailes du XVIe siècle, chapelle du XVIIe siècle et avant-corps du XVIIIe siècle, visitable, dont les façades et toitures sont classées au titre des monuments historiques depuis 1952, le reste du château étant inscrit depuis 1927[114]. De plus, le château et son parc sont inscrits depuis 1927 en tant que site pittoresque [115]. Utilisé comme institut médico-éducatif et doté d'un parc botanique ouvert à la visite, il est implanté quelques centaines de mètres en aval de l'emplacement de la première forteresse de Neuvic, qui fut démolie pour construire ce nouveau château[116].
- Château de Fratteau (ou Frateau ou Frateaux[117]), XIIIe et XIVe siècles et entrée du XVIIe siècle, propriété privée contenant en son sein un atelier de poterie artisanale. Le château est inscrit depuis 1984 en tant que site pittoresque[118].
- Ruines du château de Puy-de-Pont, mentionné en 1203[119] situé sur la motte de Château-Rompu[120].
- Chartreuse des Cinq-Ponts, de type « chartreuse à deux pavillons simulés en toiture »[121], également connue sousle nom de chartreuse d'Ossimpont[122].

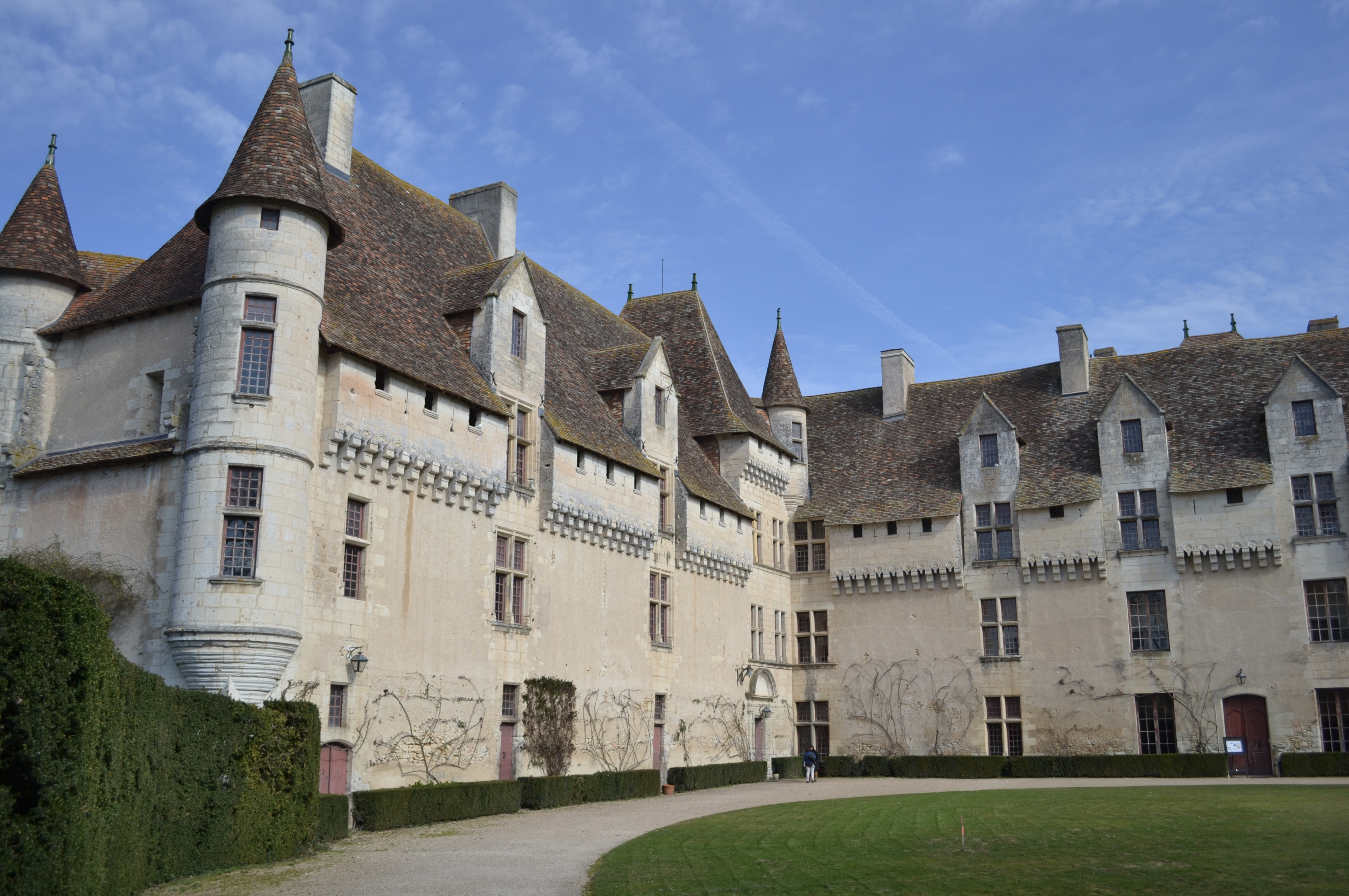
La cour d'honneur du château de Neuvic.
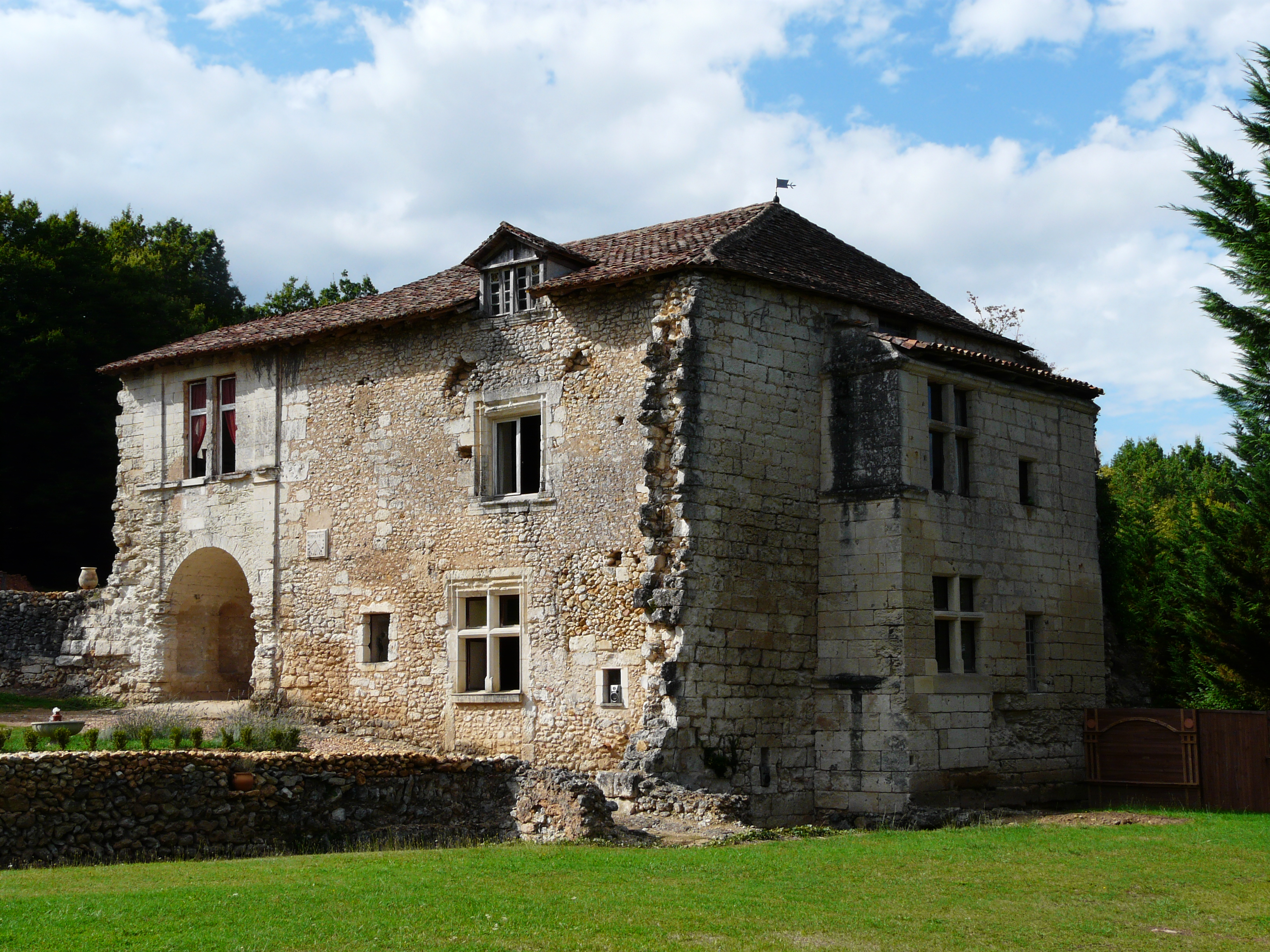
Les restes du château de Frateau.
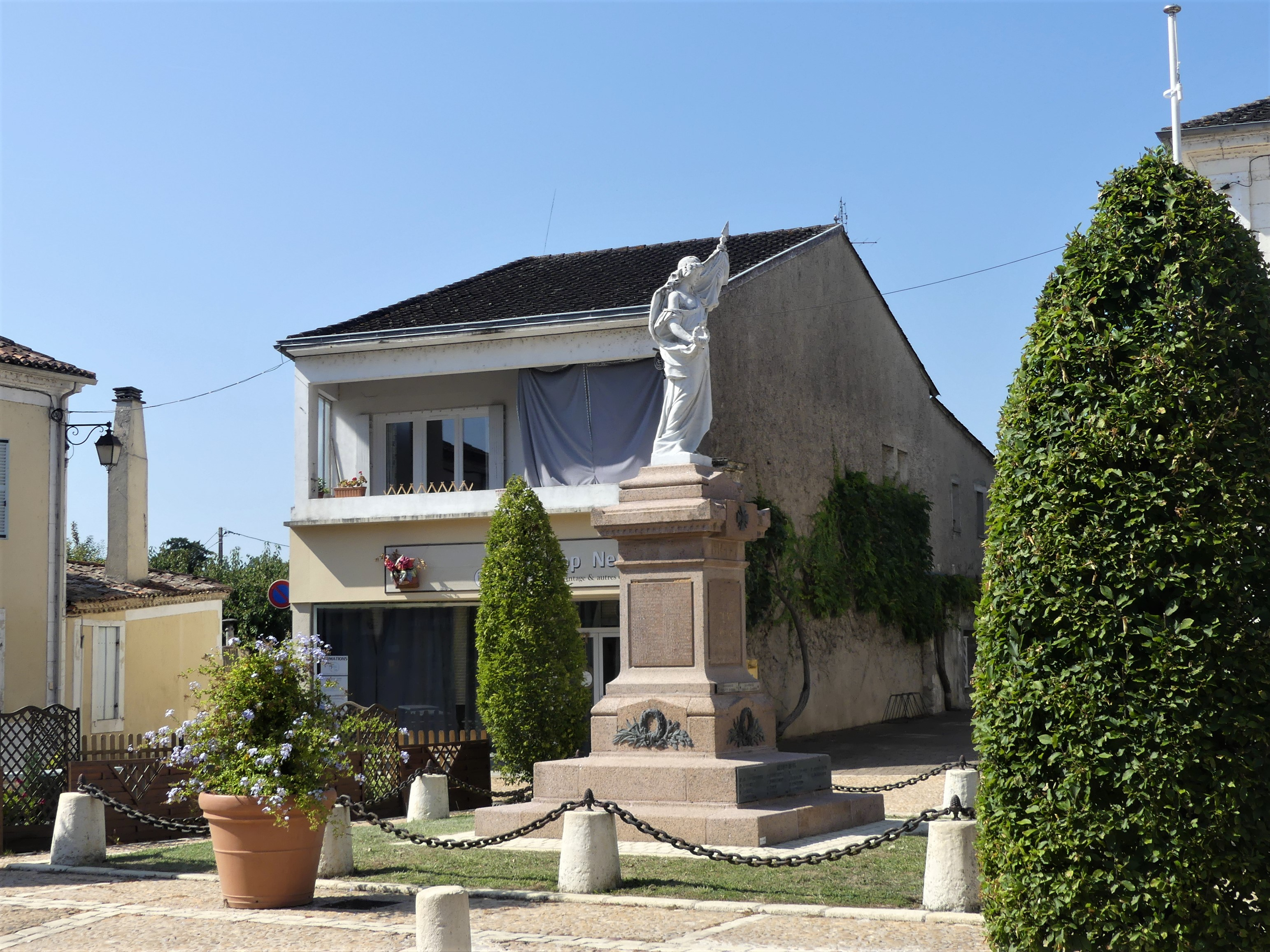
Le monument aux morts érigé en 1921.
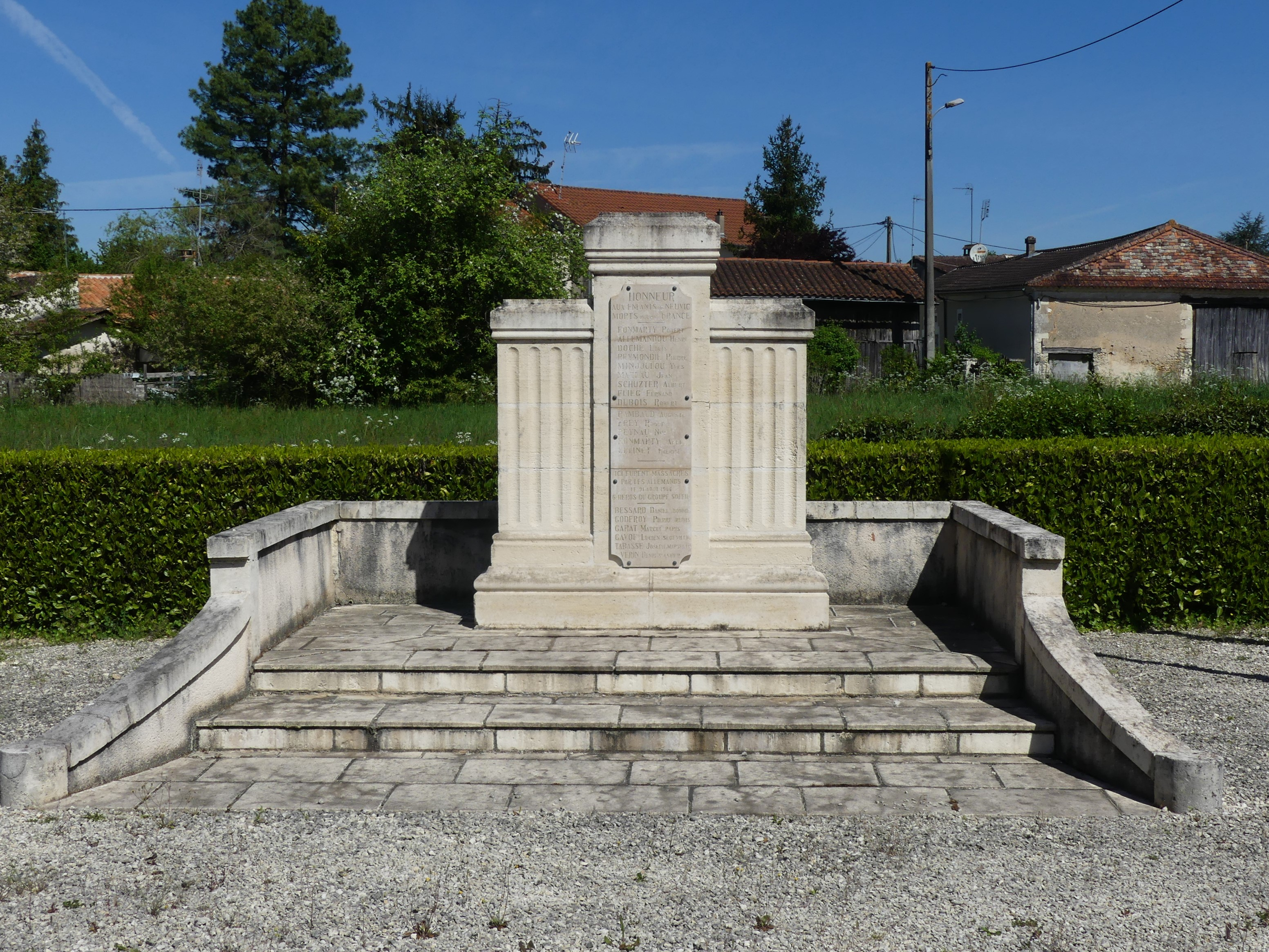
Stèle située rue Roger-Ranoux.
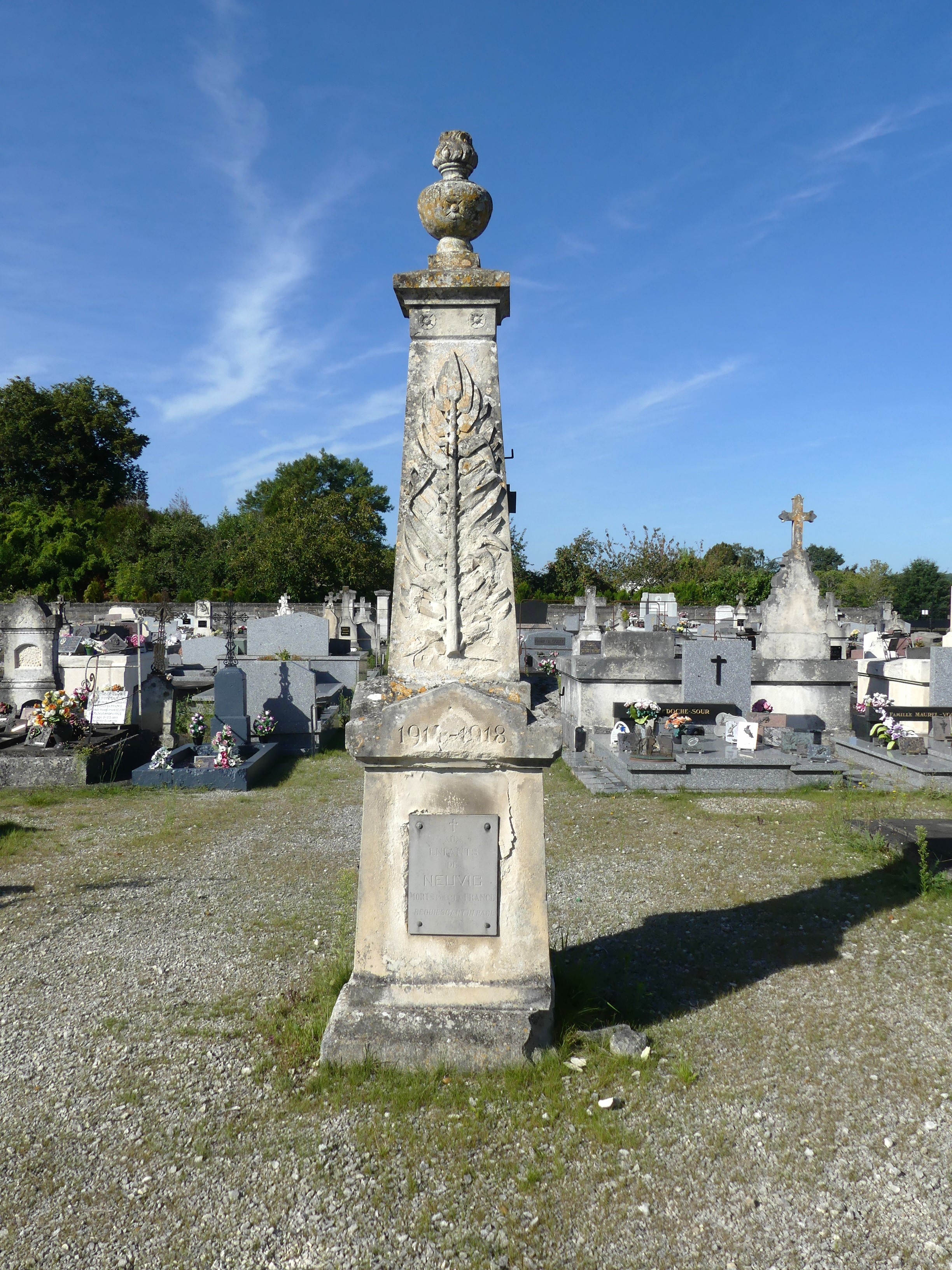
Mémorial des guerres, dans le cimetière communal.
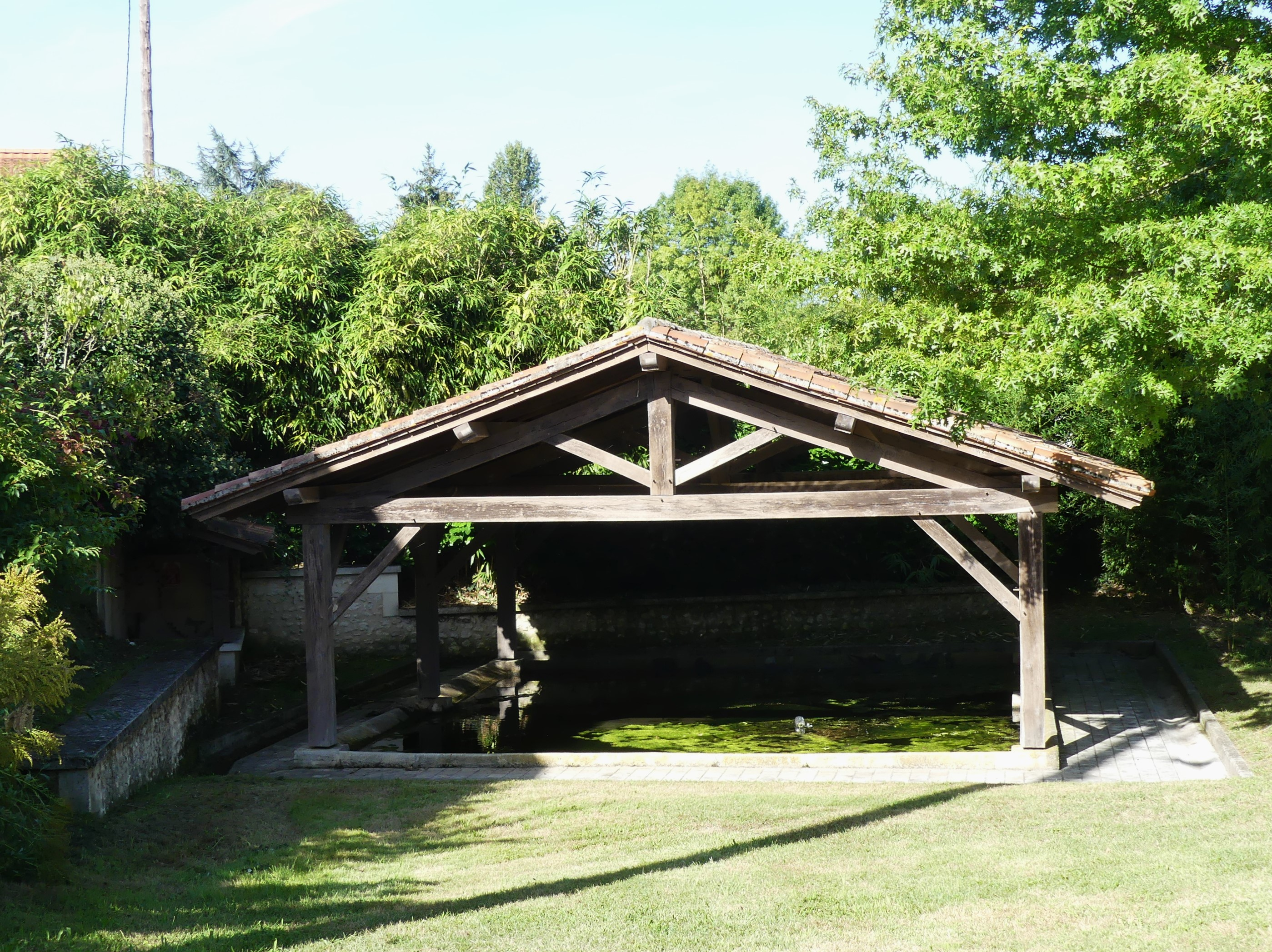
Le lavoir.

#### Patrimoine religieux
- Église Saint-Pierre-et-Saint-Paul, romane à coupole avec abside du XIXe siècle[65].

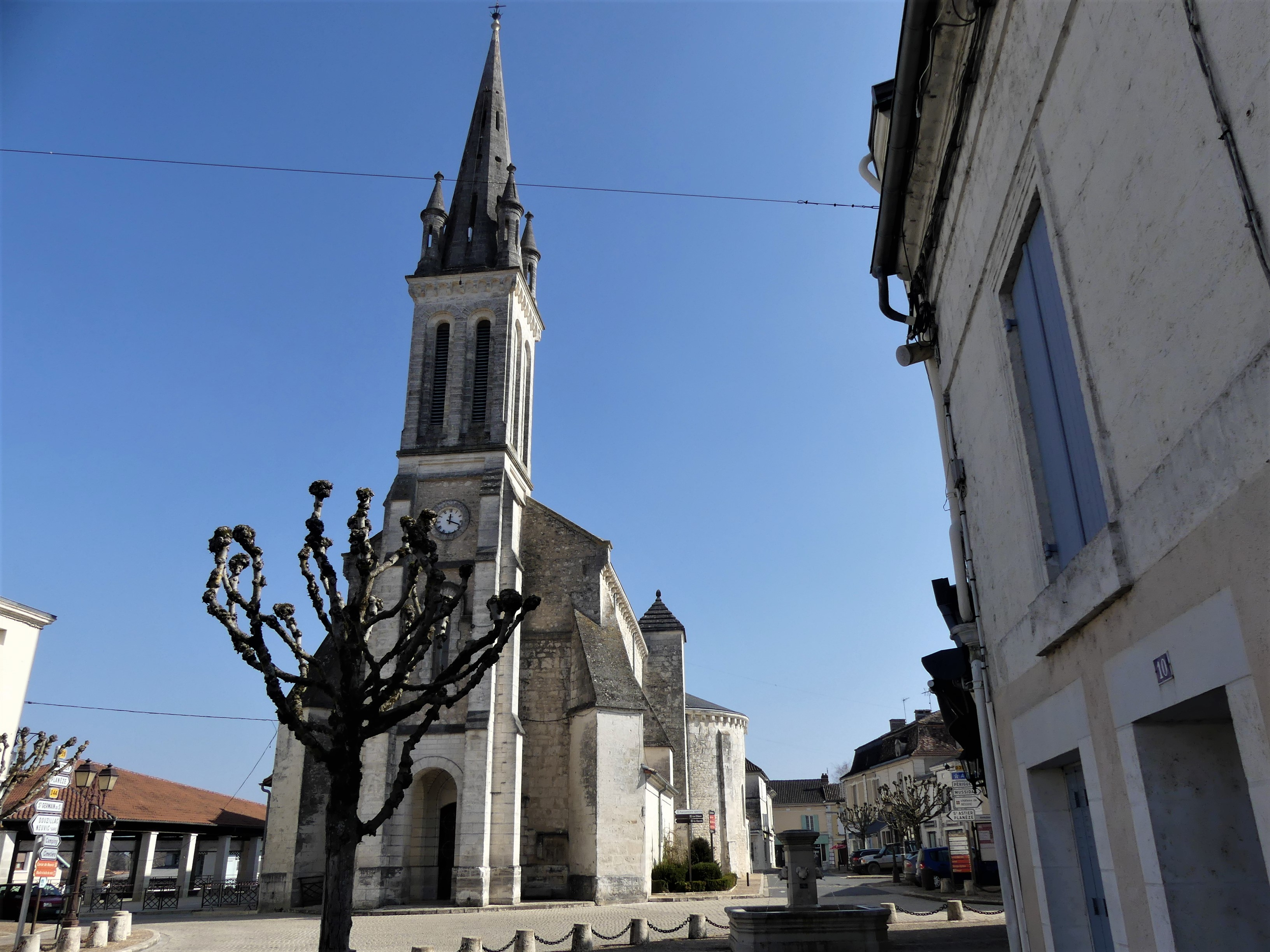
La façade occidentale de l'église Saint-Pierre-et-Saint-Paul.
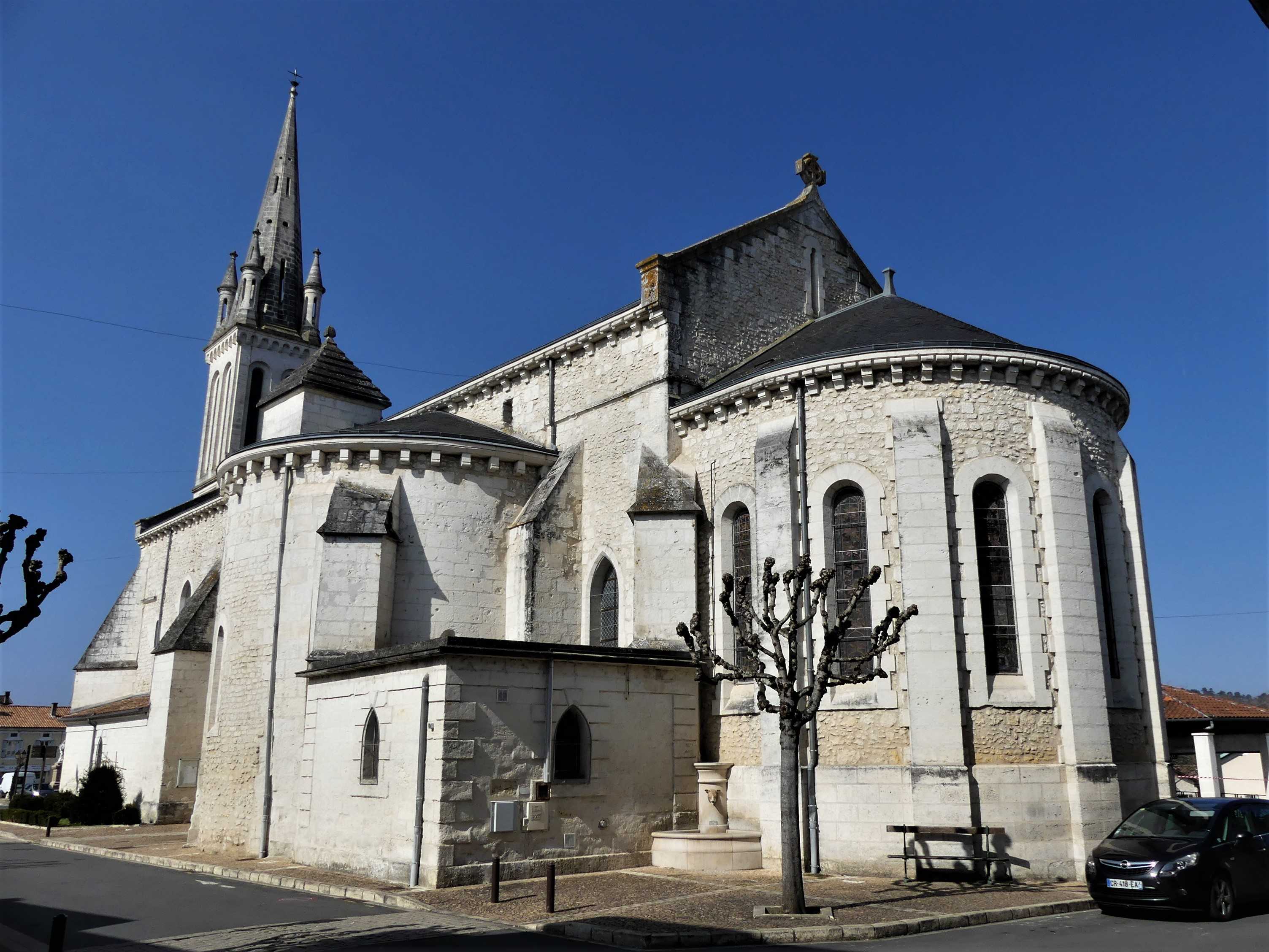
Son chevet.
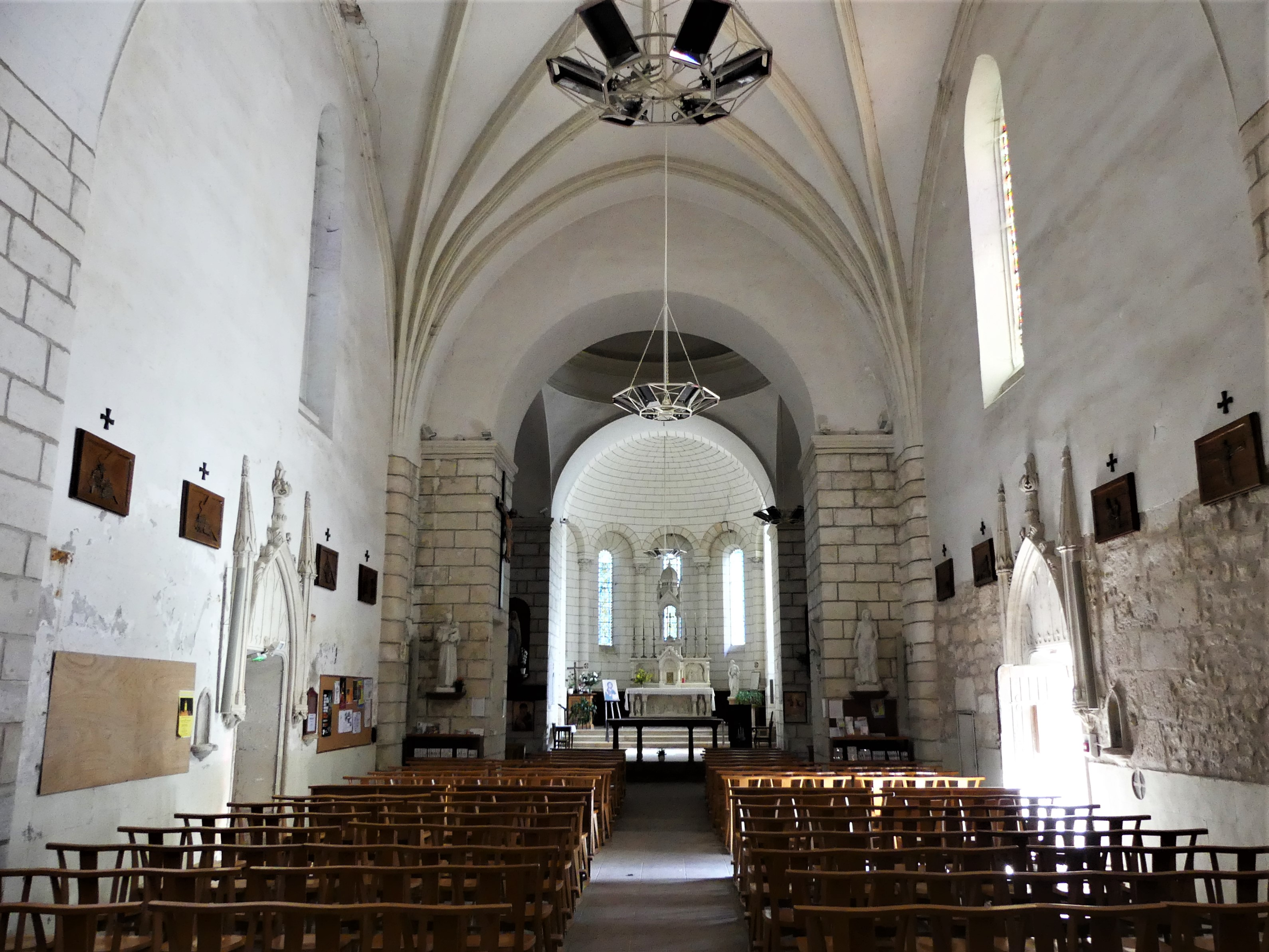
Sa nef.
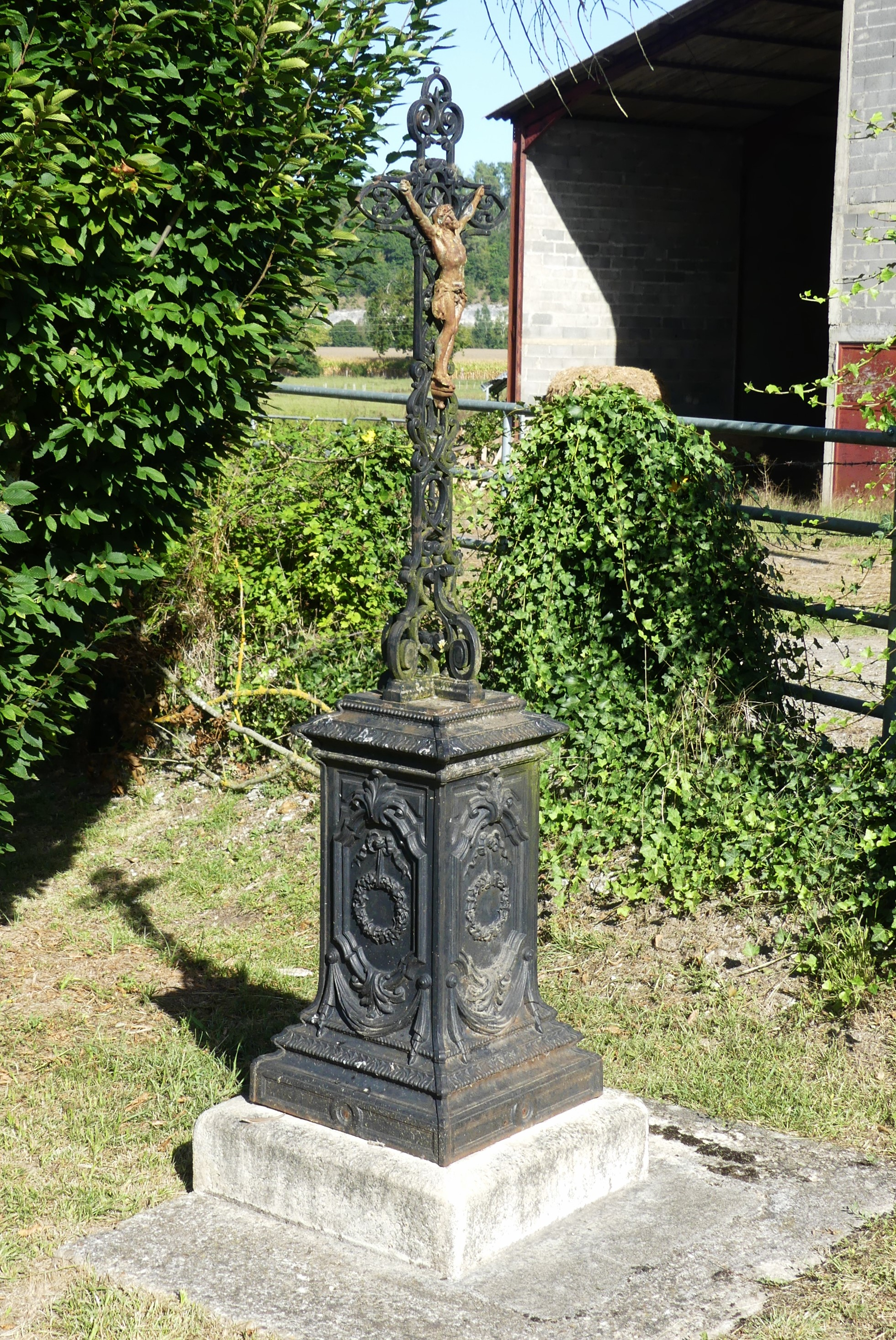
Croix à proximité du lavoir
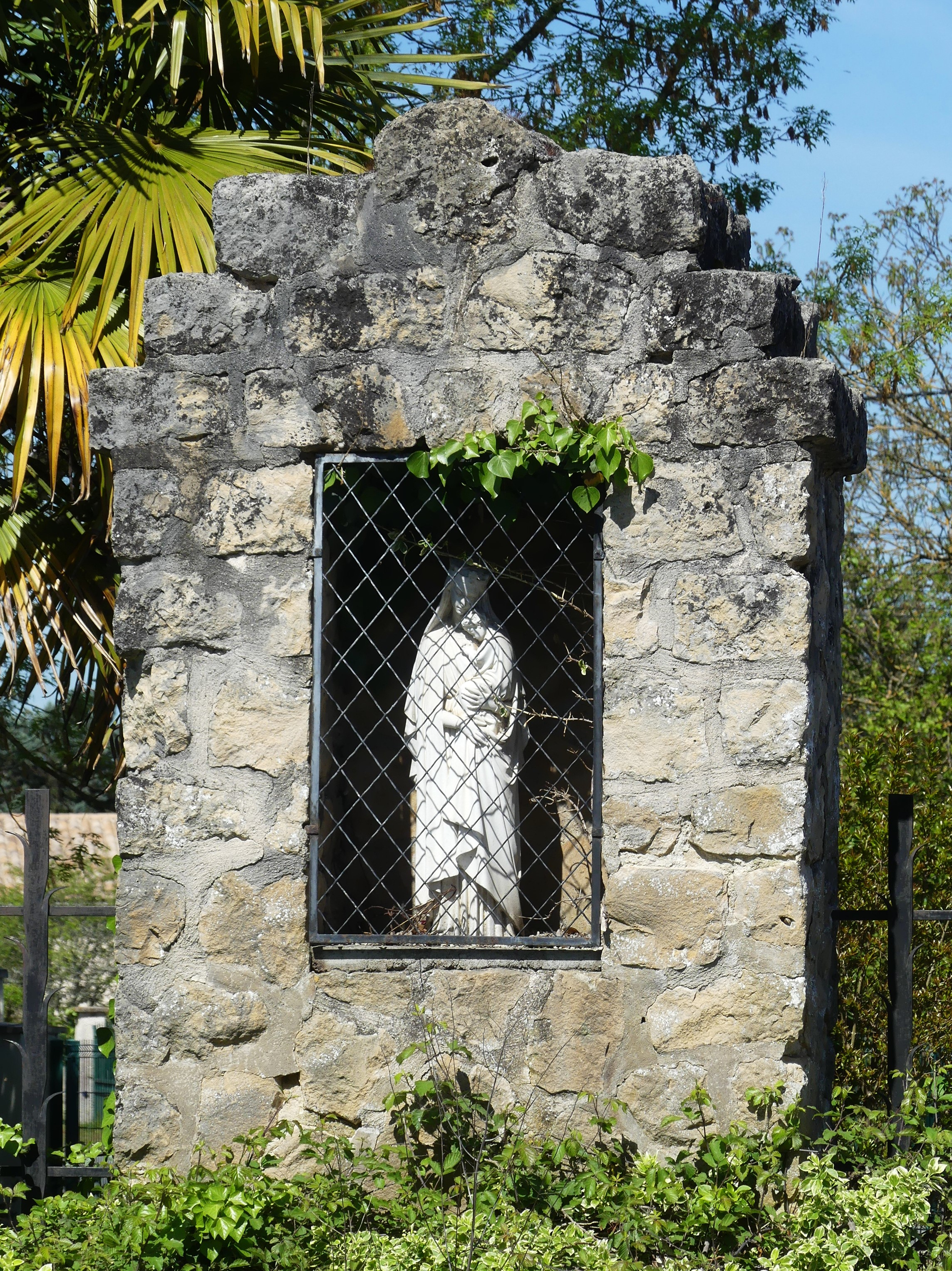
Statuette de la Vierge à l'Enfant située à l'angle de l'avenue de Bordeaux et de la rue des Frères Pouget.
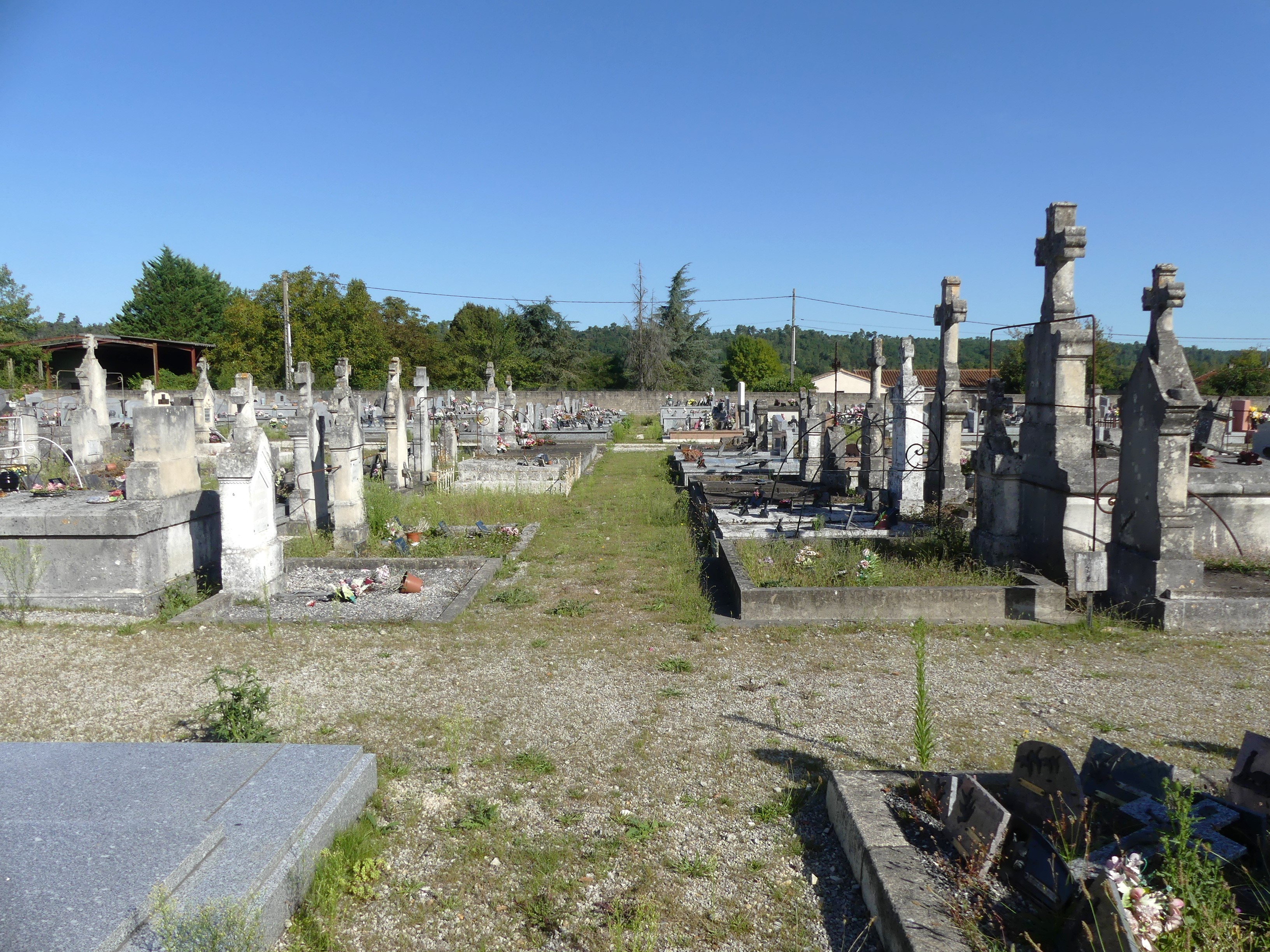
Le cimetière communal.

### Personnalités liées à la commune
- Henri Bertin (1720-1792), seigneur de Fratteau, fut ministre des finances de Louis XV (1759-1763).
- Louis Raphaël Lucrèce de Fayolle de Mellet (1727-1804), seigneur et châtelain de Neuvic, aide de camp du maréchal prince de Soubise, gouverneur et lieutenant-général des pays du Maine, Perche et comté de Laval et gouverneur de la ville du Mans[123].
- Jean Worms-Germinal (1894-1974), député socialiste et résistant, est décédé à Neuvic.
- Élie Peyrony (1897-1989), préhistorien, est décédé à Neuvic.
- André Meunier (1905-1944), dit « Mureine », né à Neuvic, élu socialiste de Gironde et résistant mort en déportation.
- Hubert Faure (1914-2021), né à Neuvic. Il participe au sein des commandos Kieffer au débarquement en Normandie le 6 juin 1944. Il est grand officier de la Légion d'honneur.
- François Roussel (1947-), homme politique, maire de Neuvic de 1983 à 2021.

### Héraldique
| Blason de Neuvic | Blason  | Parti : au 1er d'azur à trois ruches d'argent, au 2e d'azur au lion d'or, armé, lampassé et couronné de gueules. |
| Blason de Neuvic | Détails | Le statut officiel du blason reste à déterminer.                                                                 |

## Pour approfondir